# Eduardo II de Inglaterra
Eduardo II (25 de abril de 1284 – 21 de setembro de 1327), também chamado de Eduardo de Caernarfon, foi o Rei da Inglaterra de 1307 até sua abdicação forçada em 1327. Era o quarto filho homem do rei Eduardo I e sua primeira esposa Leonor de Castela, se transformando no herdeiro do trono após a morte de seu irmão Afonso, Conde de Chester. A partir de 1300, Eduardo acompanhou o pai em campanhas para pacificar a Escócia, sendo feito cavaleiro em 1306 durante uma grande cerimônia realizada na Abadia de Westminster. Ele ascendeu ao trono no ano seguinte e se casou em 1308 com Isabel da França, filha do poderoso rei Filipe IV, como parte de um grande esforço para resolver as tensões entre as coroas inglesa e francesa.
Eduardo tinha uma relação próxima e controversa com Piers Gaveston, Conde da Cornualha, que se juntou a sua criadagem em 1300. A exata natureza da relação dos dois é incerta; eles podem ter sido bons amigos, amantes ou irmãos de sangue. A arrogância de Gaveston e seu poder como favorito do rei provocaram descontentamento entre os barões ingleses e a família real francesa, com Eduardo sendo forçado a exilá-lo. O rei foi pressionado a concordar com grandes reformas chamadas Ordenanças de 1311 no retorno de Gaveston. O conde foi banido pelos barões e Eduardo respondeu revogando as reformas e chamando seu favorito de volta. Liderados por Tomás, 2º Conde de Lencastre e primo do rei, um grupo de barões capturou e executou Gaveston em 1312, iniciando vários anos de confrontos armados. Ao mesmo tempo as forças inglesas foram repelidas da Escócia, onde Eduardo foi derrotado em 1314 por Roberto de Bruce na Batalha de Bannockburn.
Os membros da família Despenser, particularmente Hugo Despenser, o Jovem, transformaram-se em grandes conselheiros e amigos próximos de Eduardo, porém Lencastre e muitos dos barões tomaram as terras dos Despenser em 1321 e forçaram o rei a exilá-los. Em resposta, Eduardo liderou uma pequena campanha militar que capturou e executou o primo. O monarca e os Despenser aumentaram seu controle do poder, revogando as reformas de 1311, executando inimigos e confiscando propriedades. O rei foi incapaz de progredir na Escócia e acabou por fazer as pazes com Roberto. A oposição contra o reinado cresceu, com Isabel se virando contra Eduardo em 1325 depois de ter sido enviada a França originalmente para negociar um tratado. Ela se aliou com Rogério Mortimer e invadiu a Inglaterra com um pequeno exército em 1326. O governo de Eduardo ruiu e ele fugiu para Gales, sendo capturado em novembro. Ele foi forçado a abdicar da coroa em janeiro de 1327 em favor de seu filho, Eduardo III, morrendo no Castelo de Berkeley em 21 de setembro, provavelmente assassinado por ordens do novo regime.
Sua relação com Gaveston inspirou a peça Eduardo II, escrita em 1592 por Christopher Marlowe, junto com várias outras peças, livros, filmes e romances. Muitas dessas obras se focaram no aspecto da possível relação homossexual entre os dois homens. Seus contemporâneos muito criticaram as atitudes de Eduardo como rei, salientando as derrotas na Escócia e o regime opressor de seus últimos anos, apesar de historiadores do século XIX argumentarem que o crescimento das instituições parlamentares durante seu reinado foram um desenvolvimento positivo a longo prazo para a Inglaterra. O debate continuou no século XXI sobre se ele era um rei incompetente e relaxado, ou um governante relutante e, por fim, mal sucedido.

## Antecedentes
Eduardo II era o quarto filho menino de Eduardo I e sua primeira esposa Leonor de Castela. Seu pai era o Rei da Inglaterra e Lorde da Irlanda, e herdou a Gasconha no sudoeste da França, tendo o Rei da França como vassalo feudal. Sua mãe pertencia à família real do Reino de Castela, mantendo o Condado de Ponthieu no norte francês. Eduardo I provou-se ser um líder militar de sucesso, liderando a supressão de revoltas baroniais da década de 1260 e participando da Nona Cruzada. Ele conquistou o Principado de Gales na década de 1280, tirando os príncipes galeses do poder, e interveio nas guerras civis escocesas nos anos 1290 afirmando suserania sobre o país. O rei foi considerado um governante extremamente bem sucedido por seus contemporâneos, principalmente por controlar os poderosos condes do reino que formavam os principais níveis da nobreza. O historiador Michael Prestwich descreveu Eduardo I como um "um rei para inspirar medo e respeito", enquanto John Gillingham o caracterizou como um valentão eficiente.
Apesar de todos os seus sucessos, quando Eduardo I morreu em 1307 ele deixou vários desafios para seu filho resolver. Um dos principais era o problema do domínio inglês sobre a Escócia, onde a duradoura e inconclusiva campanha militar de Eduardo I ainda estava ocorrendo quando ele morreu. Seu controle sobre a Gasconha criou tensões com os reis franceses. Eles insistiam que os monarcas ingleses lhes prestassem homenagem por suas terras; os reis ingleses consideravam insultante essa exigência e a questão permaneceu não resolvida. Eduardo I também enfrentou uma oposição cada vez maior por parte de seus barões sobre impostos e requisições necessárias para financiar suas várias guerras, deixando para o filho dívidas de aproximadamente duzentas mil libras esterlinas.

## Início de vida

### Nascimento

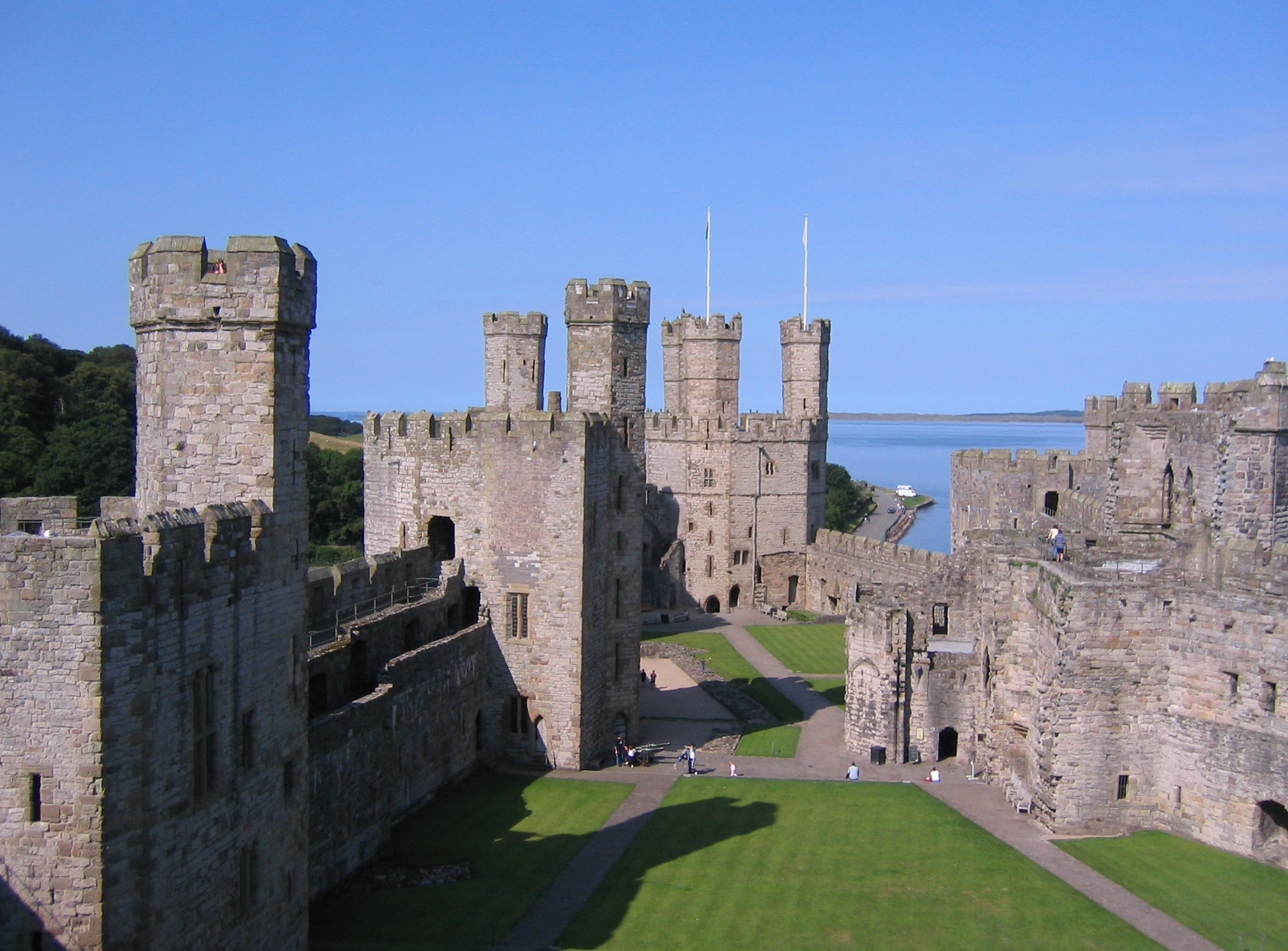
O Castelo de Caernarfon, local de nascimento de Eduardo.

Eduardo II nasceu no Castelo de Caernarfon, Gales, em 25 de abril de 1284, menos de um ano depois de seu pai ter conquistado a região, e por esse motivo é algumas vezes chamado de Eduardo de Caernarfon. O rei provavelmente escolheu o castelo deliberadamente como o local de nascimento de Eduardo, já que era uma localidade importante e simbólica para os galeses, associada com o Império Romano, e formava o centro da nova administração real do Norte de Gales. Seu nascimento trouxe predições de grandeza por parte de profetas contemporâneos que acreditavam que o fim do mundo era iminente, declarando Eduardo como o novo Rei Artur que levaria a Inglaterra para a glória. David Powel, clérigo do século XVI, sugeriu que ele foi oferecido aos galeses como um príncipe "que nasceu em Gales e nunca poderia falar uma palavra de Inglês", porém não existem evidências para apoiar esse relato.
O nome de Eduardo é de origem inglesa, ligando-o com o rei-santo anglo-saxão Eduardo, o Confessor, tendo sido escolhido por seu pai ao invés de um nome mais tradicional normando ou castelhano como os que seus três irmãos mais velhos receberam: João e Henrique morreram antes que Eduardo nascesse, enquanto Afonso, Conde de Chester, morreu em agosto de 1284 e deixou Eduardo como o herdeiro do trono. Apesar de ter sido uma criança relativamente saudável, houve preocupações durante seus primeiros anos de que ele poderia morrer e deixar seu pai sem nenhum herdeiro homem. Eduardo foi cuidado durante alguns meses depois de seu nascimento por uma ama-de-leite chamada Mariota ou Maria Mausel até ela adoecer, então essa função foi passada para Alice de Leygrave. Ele teve pouquíssimo contato com sua mãe Leonor, que na época estava na Gasconha acompanhando Eduardo I. Uma criadagem oficial completa foi criada para o bebê sob a direção de Giles de Oudenarde.

### Infância e personalidade

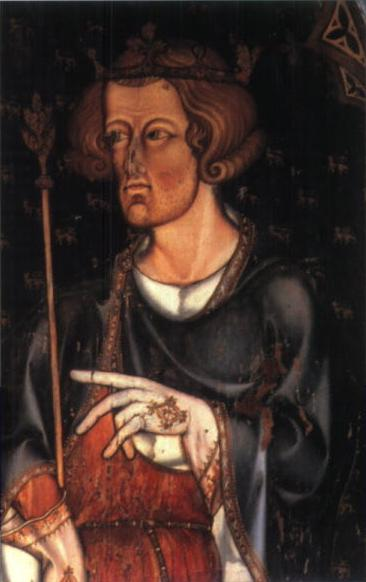
Retrato do século XIII de Eduardo I, pai de Eduardo II.

Os gastos da criadagem pessoal de Eduardo cresceram com o passar dos anos, com Guilherme de Blyborough assumindo como administrador em 1293. Eduardo provavelmente recebeu uma educação religiosa por freis dominicanos que sua mãe convidara em 1290 para a criadagem. Guido Ferre, um dos seguidores de sua avó paterna Leonor da Provença, foi designado magister, responsável por cuidar da disciplina e treiná-lo em equitação e habilidades militares. Não se sabe o quão bem Eduardo foi educado; existem poucas evidências sobre suas habilidades de ler e escrever, apesar de sua mãe ter feito questão que os filhos fossem bem educados, com o próprio Ferre sendo um homem relativamente culto para o período. É bem provável que Eduardo falava anglo-normando em sua vida diária, além de um pouco de inglês e latim.
Eduardo teve um crescimento normal para um membro da família real. Ele se interessa em cavalos e na sua criação, tornando-se um bom equitador; Eduardo também gostava de cachorros, particularmente galgos. Suas cartas mostram que ele tinha um senso de humor peculiar, brincando de enviar animais insatisfatórios para seus amigos, como cavalos que não gostavam de carregar cavaleiros ou cães de caça muito preguiçosos para pegarem coelhos. Eduardo não era muito interessado em caça e falcoaria, atividades populares no século XIV. Ele gostava de música, incluindo a galesa e o órgão. Eduardo não participava de justas, ou por não ter aptidão ou porque fora proibido para sua segurança pessoal, mas mesmo assim era um grande apoiador do esporte.
Eduardo cresceu e ficou um homem alto e musculoso, sendo considerado bonito pelos padrões da época. Ele tinha a reputação de ser um orador público competente e era conhecido por sua generosidade para com os membros de sua criadagem. Incomumente, ele gostava de remar, além de cobertura e amaragem, também gostando de se associar com operários e outros trabalhadores de classes mais baixas. Esse comportamento não era considerado normal para a nobreza da época e atraiu críticas por parte de contemporâneos.
Eduardo I confirmou em 1290 o Tratado de Birgham, em que prometia casar seu filho então de seis anos de idade com a titular rainha Margarida da Escócia. Ela acabou morrendo alguns meses depois e o plano chegou ao fim. Leonor morreu em novembro do mesmo ano, seguida por Leonor da Provença em junho de 1291. O rei ficou muito abalado pela morte da esposa e realizou um grande funeral para ela; seu filho assim também herdou da mãe o Condado de Ponthieu. Em seguida um casamento francês foi considerado para o jovem Eduardo, algo que ajudaria garantir uma paz duradoura com a França, porém os dois reinos entraram em guerra em 1294. A ideia de casamento foi substituída pela proposta de união com uma das filhas de Guido, Conde de Flandres, porém isso também falhou através de um bloqueio feito pelo rei Filipe IV da França.

### Campanhas na Escócia

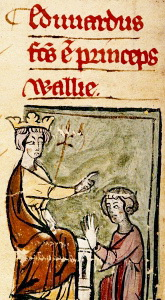
Representação do século XIV de Eduardo I (esquerda) declarando seu filho (direita) como o Príncipe de Gales.

Eduardo foi deixado como o regente da Inglaterra entre 1297 e 1298 enquanto o rei fazia campanha em Flandres contra Filipe IV, que havia ocupado parte da Gasconha. Eduardo I assinou ao voltar o Tratado de Paris, em que tomou Margarida, irmã de Filipe, como sua nova esposa e concordou que o jovem Eduardo se casaria em devido tempo com Isabel, filha do rei francês, que então tinha apenas dois anos de idade. Teoricamente este casamento significaria que o disputado Ducado da Gasconha seria herdado por um descendente tanto de Eduardo I quanto de Filipe IV, possivelmente encerrando as tensões entre os dois países. O jovem Eduardo aparentemente se deu bem com sua madrasta, que teve dois filhos: Tomás de Brotherton e Edmundo de Woodstock. Mais tarde, quando rei, Eduardo deu títulos e apoio financeiro aos meio-irmãos.
Eduardo I voltou para a Escócia em 1300 e desta vez levou seu filho, nomeando comandante da retaguarda no cerco ao Castelo Caerlaverock. O rei declarou Eduardo o Príncipe de Gales em fevereiro de 1301, lhe concedendo o Condado de Chester e terras pelo Norte de Gales; ele aparentemente esperava que isso ajudasse na pacificação da região e desse ao filho alguma independência financeira. Eduardo recebeu a homenagem de seus súditos galeses e então juntou-se ao pai para a campanha escocesa de 1301; ele assumiu um exército de trezentos homens e capturou o Castelo Turnberry. O príncipe também participou da campanha de 1303 durante a qual ele cercou o Castelo de Brechin, empregando suas próprias máquinas de cerco na operação. Eduardo conduziu negociações com os líderes escoceses em nome do rei na primavera de 1304, porém juntou-se ao pai no cerco do Castelo de Stirling quando as conversas falharam.
Eduardo brigou com seu pai em 1305, provavelmente por causa de dinheiro. O príncipe teve um desentendimento com Valter Langton, Bispo de Coventry e Lichfield, que servia como tesoureiro real, aparentemente sobre a quantidade de apoio financeiro que Eduardo recebia da Coroa. Eduardo I defendeu seu tesoureiro, banindo da corte o filho e os companheiros deste, também cortando todo seu apoio financeiro. Os dois homens acabaram se reconciliando depois de negociações envolvendo familiares e amigos.
O conflito escocês reascendeu em 1306 quando Roberto de Bruce, 7º Lorde de Annandale, matou seu rival João III Comyn, Lorde de Badenoch, e se declarou Rei da Escócia. Eduardo I mobilizou um novo exército, porém desta vez decidiu que seu filho estaria formalmente encarregado da expedição. O príncipe foi nomeado Duque da Aquitânia e então, junto com muitos outros jovens, foi feito cavaleiro em uma enorme cerimônia chamada de Festa dos Cisnes e realizada na Abadia de Westminster. Também durante o evento, as pessoas ali reunidas fizeram um juramento coletivo para derrotar Roberto. Não se sabe qual papel as forças de Eduardo desempenharam na campanha, que, sob as ordens do rei, retaliou brutalmente e punitivamente a facção de Roberto na Escócia. O príncipe voltou para a Inglaterra em setembro, onde continuaram as negociações diplomáticas para finalizar a data de seu casamento com Isabel.

### Gaveston e sexualidade

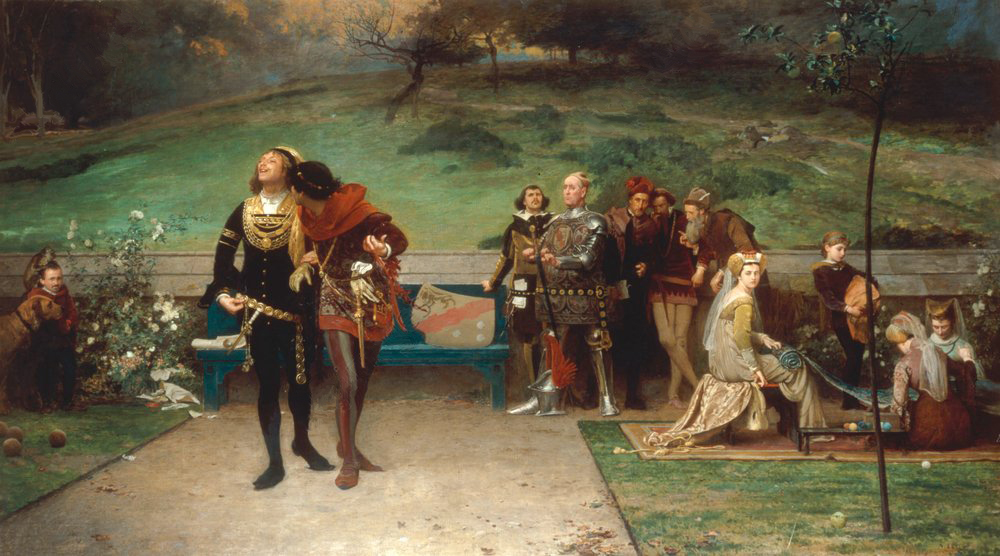
Eduardo II e seu favorito Piers Gaveston
Marcus Stone, 1872.

Eduardo ficou próximo de Piers Gaveston durante essa época. Ele era o filho de um dos cavaleiros da criadagem real cujas terras eram adjacentes à Gasconha, tendo entrado na criadagem de Eduardo em 1300, possivelmente sob a instrução do rei. Os dois se deram bem; Gaveston tornou-se escudeiro e logo estava sendo chamado de um companheiro próximo do príncipe, tendo sido feito cavaleiro pelo rei durante a Festa dos Cisnes. Eduardo I exilou Gaveston em 1307 por motivos desconhecidos. De acordo com um crônico, o Príncipe de Gales pediu para o pai que o Condado de Ponthieu fosse dado a Gaveston, com o rei respondendo furiosamente, arrancando grandes punhados de cabelo do filho e exilando Gaveston. Entretanto, os registros oficiais da corte mostram que ele foi apenas temporariamente exilado e recebeu uma remuneração confortável; nenhum outro motivo foi dado, sugerindo que tenha sido um ato cuja intenção era punir Eduardo de alguma maneira.

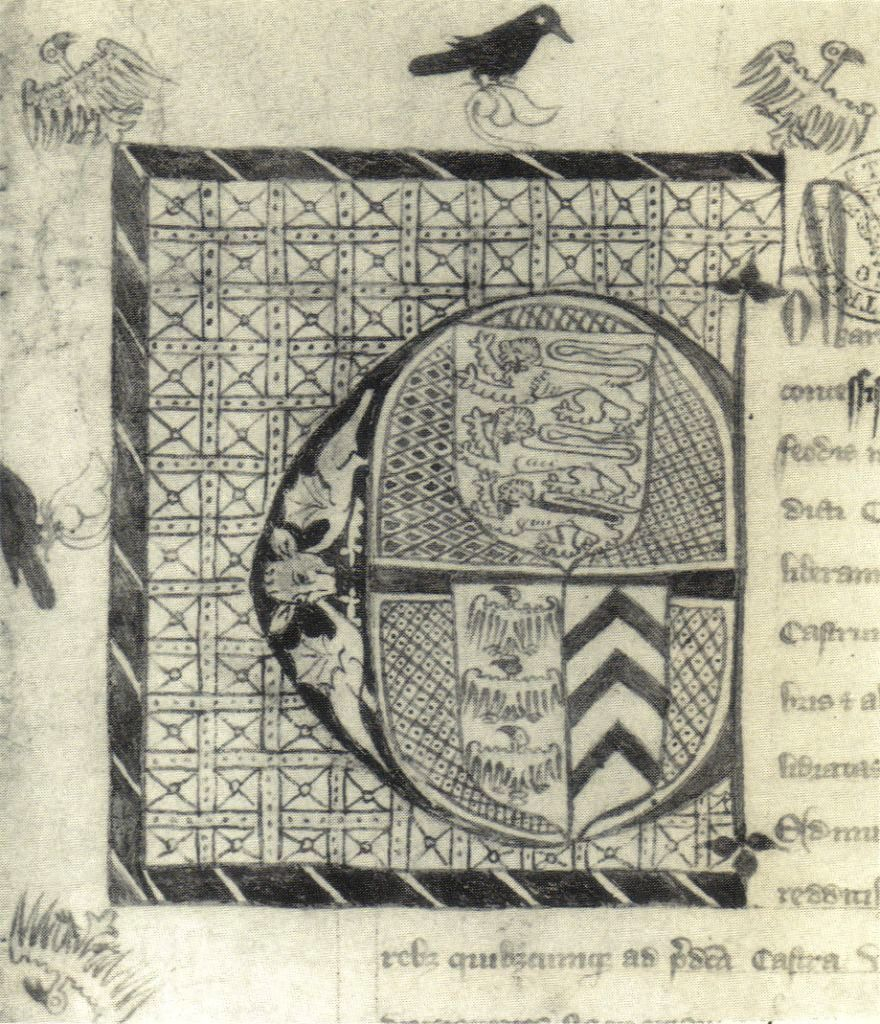
Letra capitular da carta outorgando o condado da Cornualha a Piers Gaveston.

Historiadores já realizaram extensas discussões sobre a possibilidade de Eduardo ter tido relações sexuais com Gaveston ou algum de seus outros favoritos, algo complicado pela escassez de evidências para determinar certos detalhes. A homossexualidade era ferozmente condenada pela igreja no século XIV, equiparando-se com heresia, porém fazer sexo com uma pessoa do mesmo gênero não necessariamente definia a identidade pessoal de alguém da mesma maneira que pode ocorrer no século XXI. Tanto Eduardo quanto Gaveston tiveram relações sexuais com suas esposas, que lhes deram filhos; Eduardo também teve um filho ilegítimo e pode ter tido um caso com sua sobrinha Leonor de Clare.
As evidências contemporâneas apoiando a relação homossexual dos dois vem principalmente de um crônico anônimo da década de 1320, que descreveu como Eduardo "sentiu tanto amor" por Gaveston que "ele entrou em um pacto de constância, e ligou-se a ele antes de todos os mortais com um laço de amor indissolúvel, firmemente elaborado e preso com um nó". A primeira sugestão específica de que Eduardo teve relações sexuais com homens foi registrada em 1334, quando Adão Orleton, o Bispo de Winchester, foi acusado de ter afirmado em 1326 que Eduardo era um "sodomita", apesar de Orleton ter se defendido argumentando que o conselheiro real Hugo Despenser, o Jovem, era sodomita e não o rei. A Crônica de Meaux dos anos 1390 simplesmente fala que Eduardo deu a si mesmo "muito do vício da sodomia".
Alternativamente, Eduardo e Gaveston podem ter sido simplesmente bons amigos com uma relação de trabalho bem próxima. Comentários de crônicos contemporâneos são vagos em suas palavras; as alegações de Orleton foram pelo menos parcialmente motivadas por política e são muito similares às alegações altamente politizadas de sodomia feitas contra o papa Bonifácio VIII em 1303 e os Cavaleiros Templários em 1308. Relatos posteriores das atividades de Eduardo podem ser levadas de volta para as alegações originais de Orleton, tendo certamente sido alterados negativamente pelos eventos do final do reinado de Eduardo. Historiadores como Michael Prestwich e Seymour Phillips argumentaram que a natureza pública da corte real inglesa teria feito improvável que casos homossexuais permanecessem em segredo; tanto a igreja, quanto Eduardo I e Filipe IV parecem não ter feito comentários negativos sobre o comportamento sexual de Eduardo.
Uma teoria mais recente, proposta pelo historiador Pierre Chaplais, sugere que Eduardo e Gaveston entraram em um laço de irmandade adotiva. Promessas em que os participantes juravam apoiar um ao outro na forma de uma "irmandade em armas" não eram desconhecidas entre dois amigos homens na Idade Média. Muitos crônicos descreveram a relação de Eduardo e Gaveston como uma de irmandade, com um explicitamente falando que o primeiro tomou o segundo como seu irmão adotivo. Chaplais argumenta que os dois realizaram uma promessa formal em 1300 ou 1301, vendo juramentos posteriores feitos para separá-los como tendo sido realizados sob pressão, dessa forma sendo inválidos. Entretanto, tal promessa talvez não tenha excluído a possibilidade que a relação deles também teve um elemento sexual.

## Início de reinado

### Coroação e casamento

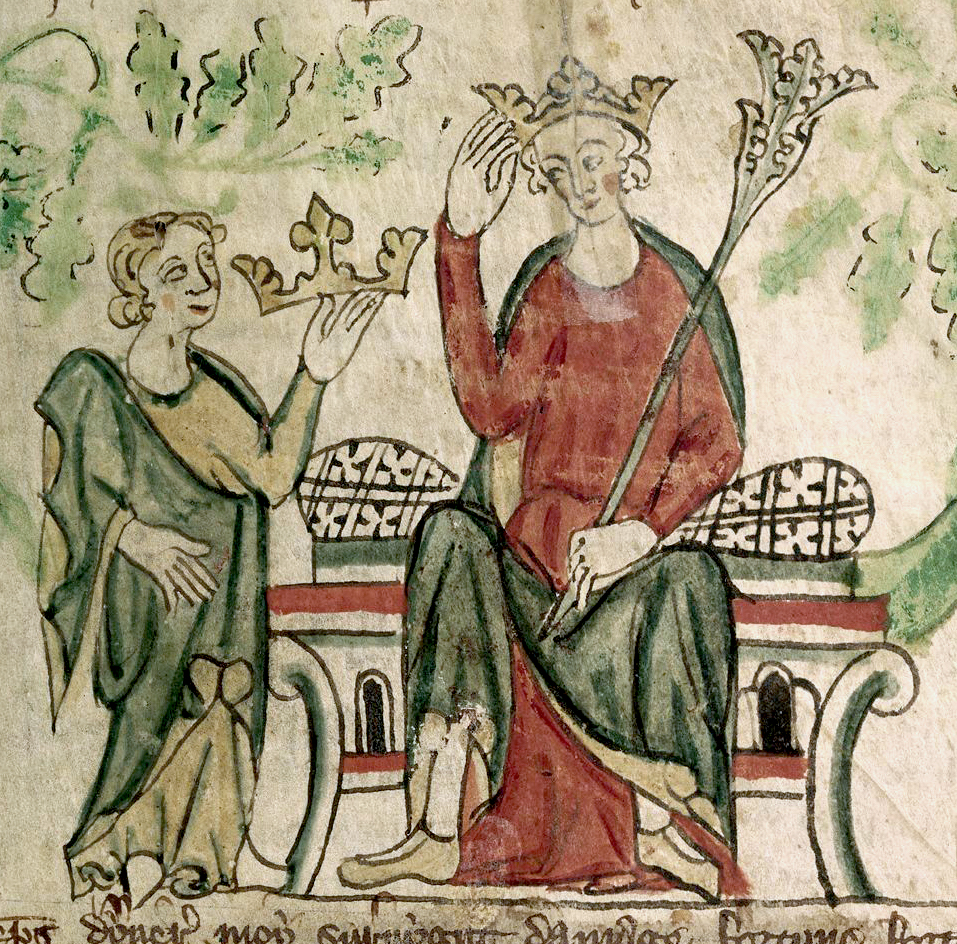
Ilustração contemporânea de Eduardo recebendo a coroa inglesa.

Eduardo I mobilizou novamente o exército em 1307 para outra campanha na Escócia, em que o Príncipe de Gales se juntaria ao pai no verão, porém o rei já estava velho e com a saúde fraca, morrendo em 7 de julho. Eduardo viajou para Londres imediatamente depois de receber a notícia, sendo proclamado o novo rei no dia 20. Ele voltou a marchar para o norte rumo a Escócia e recebeu a homenagem de seus apoiadores escoceses em 4 de agosto na cidade de Dumfries, em seguida abandonando a campanha e voltando para o sul. Eduardo rapidamente chamou de volta Gaveston, que ainda estava exilado, lhe outorgando o Condado da Cornualha e arranjando o casamento deste com a rica Margarida de Clare. O novo rei também prendeu seu antigo adversário o bispo Langton, dispensando-o de seu posto de tesoureiro real. O corpo de Eduardo I foi mantido durante vários meses na Abadia de Waltham antes de ser levado até Londres para ser enterrado na Abadia de Westminster, onde seu filho ergueu para ele uma simples tumba de mármore.
O casamento de Eduardo e Isabel prosseguiu em 1308. O rei cruzou o Canal da Mancha para a França em janeiro, deixando Gaveston como seu custos regni encarregado de cuidar da Inglaterra em sua ausência. Esse arranjo foi incomum e envolveu poderes sem precedentes sendo delegados a Gaveston, apoiado por um Grande Selo especialmente gravado. Eduardo provavelmente esperava que o casamento fortaleceria sua posição na Gasconha e lhe traria fundos muito necessitados. Entretanto, as negociações finais mostraram-se desafiadoras; Eduardo e Filipe não gostavam um do outro e o rei francês barganhou muito sobre o tamanho do dote de Isabel e os detalhes da administração das terras do rei inglês na França. Como parte do acordo, Eduardo prestou homenagem a Filipe pelo Ducado da Aquitânia e concordou com a instauração de uma comissão para implementar completamente o Tratado de Paris de 1303.
Os dois se casaram em 25 de janeiro em Bolonha. Eduardo deu a Isabel como presente de casamento um saltério, com o pai desta lhe dando presentes que valiam mais de 21 mil livres e um pedaço da Vera Cruz. O casal voltou para a Inglaterra em fevereiro, onde Eduardo ordenou que a Abadia de Westminster fosse luxuosamente restaurada para a coroação e banquete, com mesas de mármore, quarenta fornos e um chafariz que espirrava vinho e pimento, uma bebida medieval apimentada. A cerimônia ocorreu em 25 de fevereiro sob a direção de Roberto Winchelsey, o Arcebispo da Cantuária. Como parte da coroação, Eduardo jurou manter "as leis e costumes legítimos que a comunidade do reino deve escolher". Não se sabe ao certo o que esse trecho significava: talvez tivesse a intenção de forçá-lo a aceitar legislações futuras, pode ter sido adicionado para impedi-lo de voltar atrás em quaisquer juramentos que pudesse fazer, ou talvez tenha sido uma tentativa de Eduardo de se integrar com os barões". O evento foi manchado pelas grandes multidões de espectadores que invadiram o palácio, derrubaram uma parede e forçaram o rei a fugir por uma saída traseira.
Isabel tinha apenas doze anos de idade na época do casamento, jovem para os padrões do período, com Eduardo provavelmente tendo relações sexuais com amantes durante os primeiros anos de casado. Foi nessa época que ele teve um filho ilegítimo, Adão, que provavelmente nasceu por volta de 1307. O primeiro filho de Eduardo e Isabel, o futuro Eduardo III, nasceu em 1312 em meio a grandes celebrações, com outras três crianças em seguida: João em 1316, Leonor em 1318 e Joana em 1321.

### Tensões sobre Gaveston

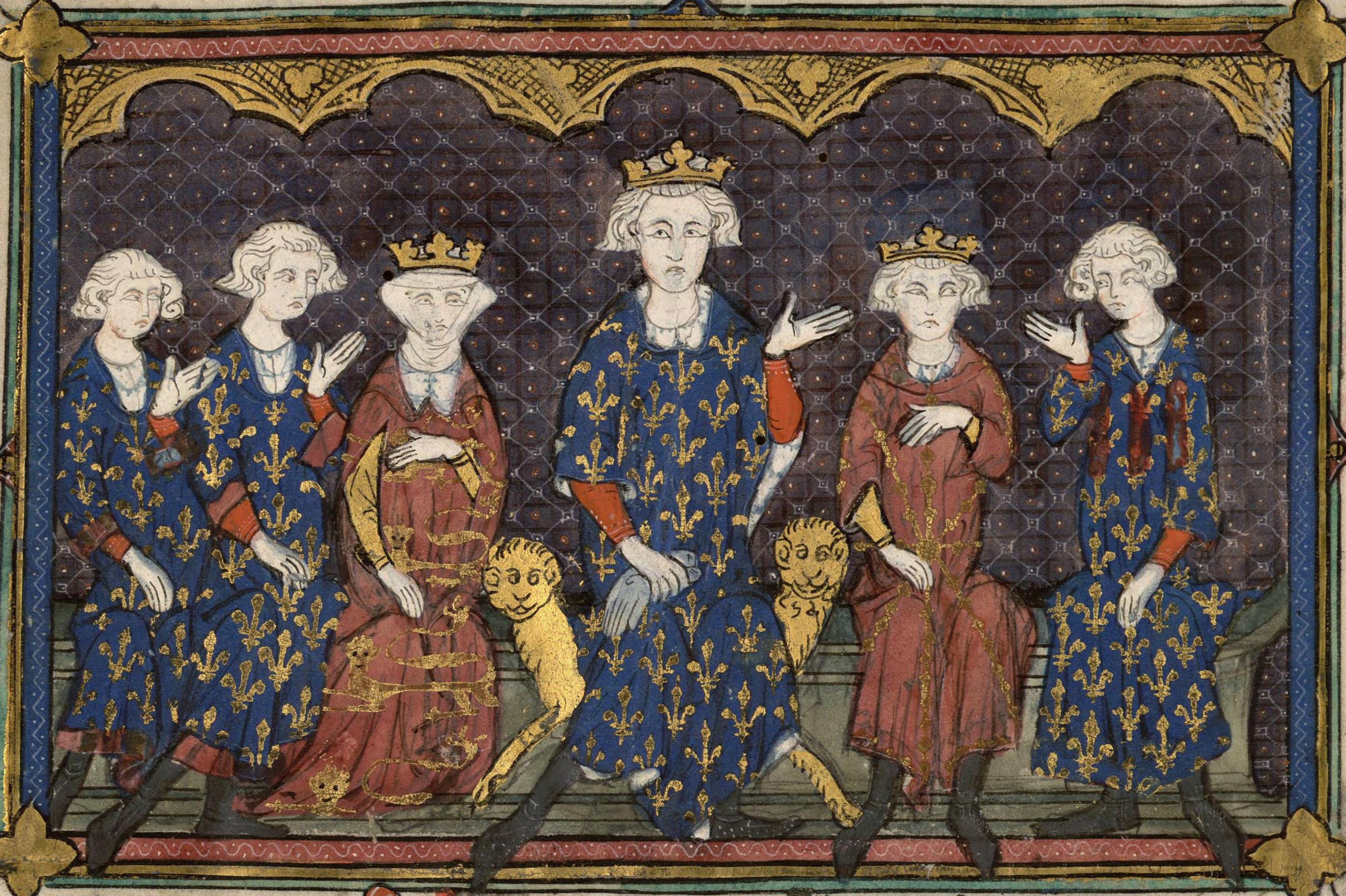
Ilustração contemporânea de Filipe IV junto com sua família. Isabel é a terceira da esquerda para a direita.

Gaveston voltou do exílio em 1307 e foi inicialmente aceito pelos barões, porém a oposição cresceu rapidamente. Ele aparentemente tinha uma influência excessiva nas políticas reais, gerando reclamações de um crônico de que havia "dois reis reinando em um reino, o em nome e o outro em ação". Acusações, provavelmente falsas, falavam que Gaveston havia roubado dos fundos reais e furtado os presentes de casamento de Isabel. Gaveston também teve um papel importante na coroação, provocando a fúria tanto dos contingentes ingleses quanto franceses sobre a precedência cerimonial do conde e suas roupas magníficas, além da preferência de Eduardo pela companhia de Gaveston durante o banquete e não de sua esposa.
O parlamento se reuniu em fevereiro de 1308 sob um clima agitado. Eduardo estava ansioso para discutir uma potencial reforma governamental, porém os barões não estavam dispostos a começar quaisquer debates até que o problema de Gaveston fosse resolvido. A violência parecia iminente, porém a situação foi resolvida através da mediação do moderado Henrique de Lacy, 3º Conde de Lincoln, que convenceu os barões a voltarem atrás. Um novo parlamento foi realizado em abril e os barões novamente criticaram Gaveston, exigindo seu exílio, desta vez apoiados por Isabel e pela monarquia francesa. Eduardo resistiu, porém finalmente aceitou, concordando em enviar seu favorito para a Aquitânia sob a ameaça de excomungação pelo Arcebispo da Cantuária caso Gaveston retornasse. O rei mudou de ideia no último momento e enviou o conde para Dublin, nomeando-o como Tenente da Irlanda.
Eduardo convocou uma nova campanha militar na Escócia, porém a ideia foi rapidamente abandonada e ao invés disso o rei e os barões se encontraram em agosto de 1308 para discutir reformas. Nos bastidores, ele começou a negociar com o papa Clemente V e Filipe IV para permitir que Gaveston voltasse para a Inglaterra, oferecendo em troca suprimir os Cavaleiros Templários de seu reino e libertar o bispo Langton da prisão. Eduardo convocou em janeiro de 1309 um novo encontro de membros da igreja e barões importantes, com os principais condes se reunindo em março e abril, possivelmente sob a liderança de Tomás, 2º Conde de Lencastre e primo do rei. Seguiu-se outro parlamento que negou a volta de Gaveston para a Inglaterra, porém ofereceu dar novos impostos aos rei caso ele concordasse com um programa de reformas.
Eduardo enviou garantias ao papa que o conflito acerca do papel de Gaveston estava chegando ao fim. Clemente concordou em anular as ameaças de excomungação do arcebispo baseado nessas promessas e em preocupações procedurais sobre como a decisão original havia sido tomada, dessa forma abrindo a possibilidade para a volta de Gaveston. O conde chegou na Inglaterra em junho, sendo recebido pelo rei. Eduardo realizou amplas concessões no parlamento do mês seguinte a fim aplacar aqueles que se opunham a Gaveston, incluindo concordar com a limitação dos poderes do lorde intendente e do marechal da criadagem real, regular os poderes impopulares da Coroa sobre provisionamento e abandonar algumas legislações recém promulgadas; em troca, o parlamento concordou em impor novos impostos a fim de arrecadar dinheiro para a guerra na Escócia. Pelo menos por um tempo, Eduardo e os barões aparentemente conseguiram alcançar um acordo bem sucedido.

### Ordenanças de 1311
A relação de Gaveston com os grandes barões ficou cada vez mais difícil após seu retorno. Ele era considerado arrogante e começou a chamar os outros condes por nomes pejorativos, incluindo chamar um de seus membros mais poderosos de o "cão de Warwick". Tomás e os inimigos de Gaveston recusaram-se a comparecer ao parlamento de 1310 porque o favorito do rei estaria presente. Eduardo estava tendo problemas financeiros cada vez maiores, devendo 22 mil libras para os banqueiros italianos Frescobaldi, e enfrentando protestos sobre como ele estava usando seu direito de provisionamento para arrecadar suprimentos para sua guerra na Escócia. As tentativas de levantar um exército ruíram e os condes suspenderam a cobrança dos novos impostos.
O rei e o parlamento se reuniram novamente em fevereiro de 1310, com as propostas discussões sobre a política escocesa sendo substituídas pelo debate de problemas internos. Eduardo recebeu pedidos para abandonar Gaveston como conselheiro e ao invés dele aceitar os julgamentos de um grupo de 21 barões eleitos, chamados de Ordenantes, que realizariam amplas reformas tanto no governo quanto na criadagem real. Eduardo concordou com a proposta sob enorme pressão e os Ordenantes foram eleitos, igualmente divididos em reformistas e conservadores. Enquanto os barões estavam começando seus planos de reformas, o rei e Gaveston formaram um novo exército de aproximadamente 4 700 homens e marcharam para a Escócia, onde a situação militar tinha se desintegrado muito. Roberto de Bruce não quis enfrentar os ingleses em batalha e campanha progrediu ineficazmente pelo inverno até os suprimentos acabarem em 1311, forçando Eduardo a voltar para o sul.
Nesse momento os Ordenantes já havia elaborado suas Ordenanças de reforma e Eduardo teve poucas escolhas políticas além de ceder e aceitá-las em outubro. As Ordenanças de 1311 tinham cláusulas limitando o direito do rei de ir para guerra e conceder terras sem o consentimento parlamentar, dando ao parlamento controle sobre a administração real, abolindo o sistema de provisões, excluindo os banqueiros Frescobaldi e apresentando um novo sistema para monitorar a adesão das Ordenanças. Além disso, Gaveston foi exilado mais um vez, agora com instruções para que não fosse permitido que ele morasse em qualquer lugar próximo das terras de Eduardo, incluindo a Gasconha e Irlanda, e que seus títulos fossem retirados. O rei se retirou para suas propriedades em Windsor e Kings Langley; Gaveston deixou a Inglaterra, possivelmente indo para Flandres ou o norte da França.

## Meio de reinado

### Morte de Gaveston
As tensões permaneceram altas entre Eduardo e os barões, com os condes que se opunham ao rei mantendo seus exército mobilizados até o final de 1311. Nesse momento Eduardo tinha se afastado de seu primo Tomás, que mantinha os condados de Lencastre, Leicester, Lincoln, Salisbury e Derby e possuía uma renda anual de por volta de onze mil libras vindas de suas terras, quase o dobro do segundo barão mais rico. Ele liderava uma poderosa facção, apoiado por Edmundo Fitzalan, 2.º Conde de Arundel; Gilberto de Clare, 8º Conde de Gloucester; Humberto de Bohun, 4.º Conde de Herefórdia; Aimer de Valence, 2.º Conde de Pembroke; e Guido de Beauchamp, 10.º Conde de Warwick. Tomás mesmo assim não se interessava pessoalmente na administração prática e também não era um político particularmente imaginativo ou eficiente.
Eduardo respondeu às ameaças baroniais revocando as Ordenanças e chamando Gaveston de volta, reunindo-se com ele em janeiro de 1312 na cidade de Iorque. Os barões ficaram furiosos e se encontraram em Londres, onde Gaveston foi excomungado pelo Arcebispo da Cantuária e planos foram traçados para capturá-lo e impedi-lo de fugir para a Escócia. Eduardo, Isabel e Gaveston foram para Newcastle, perseguidos por Tomás e seus seguidores. O grupo real abandonou muitos de seus pertences e embarcaram em um navio para Scarborough, onde Gaveston ficou enquanto o rei e a rainha voltaram para Iorque. Gaveston foi cercado e logo se rendeu para Aimer e João de Warenne, 7º Conde de Surrey, sob a promessa de que não seria ferido. Ele tinha consigo uma grande coleção de ouro, prata e pedras preciosas, provavelmente pertencentes ao tesouro real, pelos quais Gaveston posteriormente foi acusado de ter roubado.
Aimer parou no vilarejo de Deddington no caminho de volta e colocou Gaveston sob vigilância enquanto ia visitar sua esposa. Guido aproveitou essa oportunidade para capturar o favorito do rei e levá-lo para o Castelo de Warwick, onde Tomás e o resto de sua facção se reuniram em 18 de junho. Gaveston foi declarado culpado de traição sob os termos das Ordenanças após um breve julgamento; ele foi executado no Blacklow Hill no dia seguinte sob a autoridade de Tomás. Seu corpo só foi enterrado em 1315, com o funeral sendo realizado no Priorado de King's Langley.

### Tomás e França

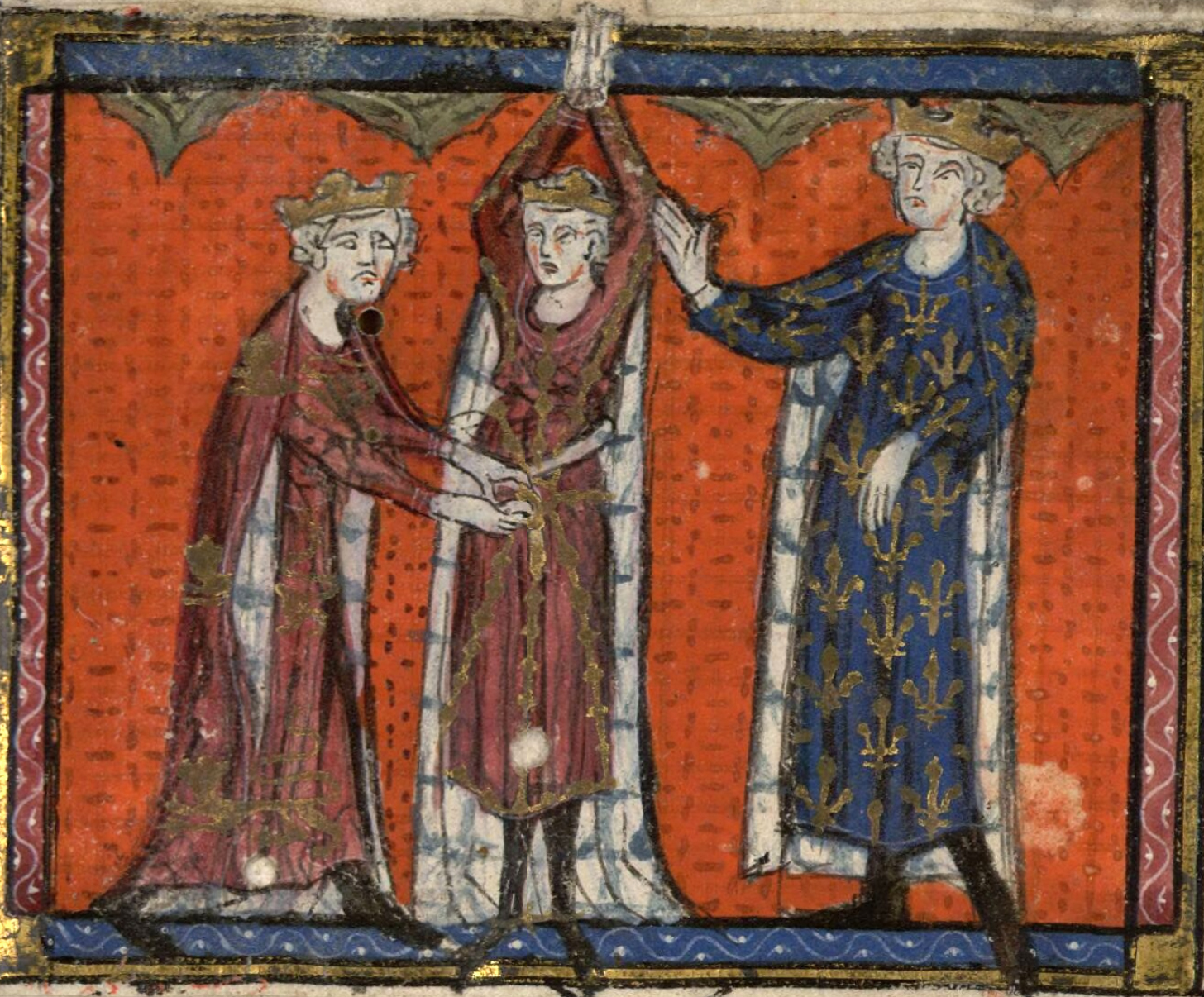
Representação do século XIV de Eduardo (esquerda) e Filipe (direita) na Catedral de Notre-Dame de Paris.

As reações sobre a morte de Gaveston variaram consideravelmente. Eduardo ficou furioso e profundamente perturbado sobre o que viu como o assassinato de seu favorito; ele fez disposições para a família de Gaveston e ficou intencionado a se vingar dos barões envolvidos. Aimer e João ficaram embaraçados e bravos com as ações de Guido, transferindo seu apoio para o rei. Para Tomás e seus principais aliados, a execução foi tanto legal quanto necessária para preservar a estabilidade do reino. A guerra civil novamente parecia provável, porém Aimer negociou em dezembro um tratado de paz em potencial para os dois lados, em que Eduardo perdoaria os barões envolvidos na morte de Gaveston em troca do apoio destes em uma nova campanha na Escócia. Todavia, Tomás e Guido não deram sua aprovação imediata ao tratado e as negociações continuaram até 1313.
Enquanto isso, Aimer também estava negociando com a França a fim de resolver os duradouros desacordos sobre a administração da Gasconha, com Eduardo e Isabel concordando em viajar até Paris em junho de 1313 para se encontrarem com Filipe. O rei inglês provavelmente esperava resolver seus problemas com o monarca francês e conseguir o apoio dele em sua disputa com os barões; para Filipe era uma oportunidade de impressionar seu genro com seu poder e riqueza. A visita mostrou-se espetacular, incluindo uma grande cerimônia na Catedral de Notre-Dame em que os dois reis nomearam cavaleiros os filhos de Filipe junto com outros duzentos homens, seguido por enormes banquetes ao longo do rio Sena e uma declaração pública de que ambos os monarcas e suas rainhas partiriam em uma cruzada para Levante. Filipe estabeleceu termos brandos para a resolução dos problemas sobre a Gasconha, com o evento inteiro sendo manchado apenas por um incêndio nos aposentos de Eduardo.
Eduardo descobriu ao voltar para a Inglaterra que sua oposição política tinha se fortalecido muito. Depois de negociações intensas, os condes, incluindo Tomás e Guido, chegaram a um acordo em outubro de 1313, que era fundamentalmente muito similar aos rascunhos apresentados anteriormente. As finanças do rei melhoraram, graças ao parlamento concordar em aumentar os impostos, um empréstimo de 160 mil florins do papa, 33 mil libras emprestadas de Filipe e outros empréstimos organizados pelo novo banqueiro italiano de Eduardo, Antônio Pessagno. Pela primeira vez em seu reino, o governo inglês estava bem financiado.

### Batalha de Bannockburn

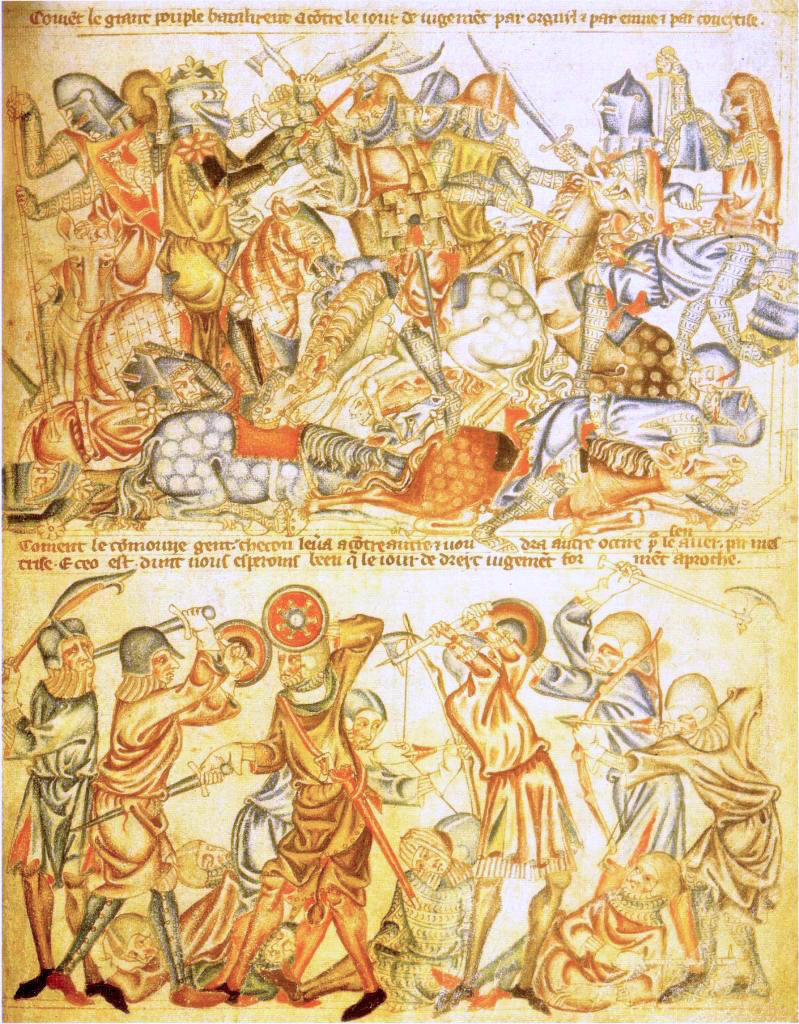
Representação da Batalha de Bannockburn na Bíblia de Holkham.

Roberto de Bruce já havia recapturado a maioria dos castelos escoceses por volta de 1314, levando grupos de saqueadores em invasões ao norte da Inglaterra. Eduardo planejou uma grande campanha militar com o apoio de Tomás e os barões, reunindo um exército entre quinze mil e vinte mil homens. Enquanto isso Roberto cercou o Castelo de Stirling, uma das principais fortificações da Escócia; o comandante inglês da guarnição afirmou que iria se render caso Eduardo não chegasse até 24 de junho. Esses notícias chegaram ao rei em maio e ele marchou para o norte a partir de Berwick para salvar o castelo. Roberto estava com uma força entre 5500 e 6500 tropas, a maioria lanceiros, preparando-se para impedir que o exército de Eduardo alcançasse Stirling.
A batalha começou em 23 de junho quando o exército inglês tentou forçar seu caminho pelo riacho Bannock Burn, que era cercado por terreno pantanoso. Escaramuças se iniciaram entre os dois lados, resultando na morte de sir Henrique de Bohun, quem Roberto matou em combate pessoal. Eduardo continuou seu avanço no dia seguinte, encontrando a força principal do exército escocês enquanto estes emergiam da floresta de New Park. O rei inglês aparentemente não esperava que seus adversários entrassem em batalha naquele local e como resultado ele tinha mantido seus homens em formação de marcha, com os arqueiros – que normalmente seriam usados para quebrar as formações de lança do oponente – estando na traseira do exército e não na dianteira. Sua cavalaria teve dificuldades de operar no terreno limitado e acabou esmagada pelos lanceiros de Roberto. O exército inglês foi oprimido e seus líderes não conseguiram retomar o controle.
Eduardo permaneceu para lutar, porém logo ficou óbvio para Aimer que a batalha estava perdida e ele arrastou o rei para longe do campo de batalha, perseguido pelas forças escocesas. Depois de ter escapado da luta, Eduardo jurou fundar uma casa religiosa da Ordem do Carmo em Oxford caso sobrevivesse. O historiador Roy Haines descreveu a derrota como uma "calamidade de proporções incríveis" para a Inglaterra, cujas perdas foram enormes. O rei recuou até Dunbar e então pegou um barco para Berwick, indo depois para Iorque. Em sua ausência, o Castelo de Stirling logo caiu.

### Fome e críticas
A influência política de Tomás e Guido cresceu após o fiasco de Bannockburn, com eles pressionando Eduardo para reimplementar as Ordenanças de 1311. Tomás se tornou em 1316 o líder do conselho real prometendo levar as Ordenanças além através de uma nova comissão de reforma, porém parece que ele abandonou esse papel pouco tempo depois, parcialmente devido a discordâncias com os outros barões e possivelmente por estar mal de saúde. O conde se recusou a encontrar com o rei no parlamento pelos dois anos seguintes, travando inteiramente o governo. Isso acabou com quaisquer esperanças de uma nova campanha na Escócia e outra vez fez crescer os temores de uma guerra civil. Após muitas negociações novamente envolvendo Aimer, Eduardo e Tomás concordaram em agosto de 1318 no Tratado de Leake, que perdoou a facção dos barões, estabeleceu um novo conselho real e evitou temporariamente um conflito.
As dificuldades de Eduardo foram exacerbadas pelos problemas da agricultura inglesa, parte de um fenômeno mais amplo ocorrendo no norte da Europa conhecido como a Grande Fome. Tudo começou com chuvas torrenciais no final de 1314, seguidas por um inverno muito frio e chuvas fortes durante a primavera seguinte que mataram ovelhas e gados. O clima ruim continuou quase ininterruptamente até 1321, resultando em uma série de colheitas ruins. As receitas da exportação de lá despencaram e o preço da comida subiu, mesmo com as tentativas do governo real de controlar os preços. Eduardo pediu para os açambarcadores disponibilizarem alimentos e tentou encorajar o comércio interno e a importação de grãos, porém com pouco sucesso. A requisição de provisões para a corte aumentou ainda mais as tensões.
Enquanto isso, Roberto explorou sua vitória em Bannockburn para saquear o norte da Inglaterra, inicialmente atacando Carlisle e Berwick e então seguindo mais para o sul até Lancashire e Yorkshire, até mesmo ameaçando a própria Iorque. Eduardo embarcou em 1319 em uma campanha cara e mal sucedida a fim de parar o avanço escocês, porém a fome deixou cada vez mais difícil que as guarnições recebessem suprimentos de comida. Ao mesmo tempo, uma campanha escocesa liderada por Eduardo Bruce, Conde de Carrick e irmão de Roberto, conseguiu em 1315 invadir a Irlanda. O conde se declarou rei, porém foi finalmente derrotado em 1318 na Batalha de Faughart por Edmundo Butler, chefe de justiça irlandês, com sua cabeça decapitada sendo enviada para Eduardo. Revoltas estouraram em 1315 em Lancashire e Bristol, e no ano seguinte em Glamorgan em Gales, porém todas foram suprimidas.
A fome e a política escocesa foram consideradas punições divinas, com as reclamações sobre Eduardo se multiplicando; um poema contemporâneo descreveu "Os Tempos Terríveis de Eduardo II". Muitos criticaram os interesses rurais e "impróprios" do rei. Um homem mentalmente doente chamado João Deydras apareceu em Oxford em 1318 afirmando ser o verdadeiro Eduardo II e que o rei era na realidade uma criança trocada no nascimento. João foi prontamente executado, mas suas afirmações ressoaram com aqueles que criticavam a falta de comportamento régio e liderança firme de Eduardo. A oposição também cresceu sobre tratamento que dava aos favoritos.
Eduardo tinha conseguido manter alguns de seus antigos conselheiros, apesar das tentativas dos Ordenantes de removê-los, dividindo a grande herança de Gilberto de Clare entre dois de seus novos favoritos, os antigos cavaleiros da criadagem Hugo Audley e Rogério d'Amory, instantaneamente transformando-os em homens ricos.  Muitos dos moderados que tinham ajudado a chegar no acordo de 1318 estavam começando a se voltar contra o rei, deixando a violência ainda mais provável.

## Fim de reinado

### Guerra dos Despenser
A duradoura ameaça de guerra civil finalmente estourou em 1321, iniciada pela tensão entre muitos dos barões e os favoritos reais, a família Despenser. Hugo Despenser, 2º Barão Despenser, havia servido tanto Eduardo quanto seu pai, enquanto Hugo Despenser, o Jovem, havia se casado com Leonor de Clare e se tornado um dos camareiros do rei, tendo adquirido em 1317 propriedades nas Bordas Galesas. Ele subsequentemente expandiu suas propriedades e poder por Gales, principalmente aos custos dos outros Lordes das Bordas. Tomás e os Despenser eram grandes inimigos, com a antipatia do primeiro sendo compartilhada pela maioria dos vizinhos dos segundos, incluindo Humberto de Bohun, a família Mortimer e os recém elevados Audley e d'Amory. Porém, Eduardo contava cada vez mais com os Despenser para conselhos e apoio, sendo particularmente próximo de Hugo, o Jovem, quem um crônico disse que ele "amava ... profundamente com todo seu coração e mente".
Tomás mobilizou no início de 1321 uma coalizão dos inimigos dos Despenser por todos os territórios das Bordas. Eduardo e Hugo, o Jovem, ficaram cientes desses planos em março e partiram para o oeste, esperando que negociações conduzidas pelo moderado Aimer poderiam por um fim na crise. Todavia, Aimer desta vez se recusou a intervir e a guerra começou em maio. As terras dos Despenser foram rapidamente tomadas pela coalizão de Lordes das Bordas e pela pequena nobreza local, com Tomás realizando em junho um encontro dos principais barões e clérigos para condenar os Despenser por terem quebrado as Ordenanças. Eduardo tentou uma reconciliação, porém a oposição ocupou Londres em julho e pediu pela remoção permanente dos favoritos reais. O rei concordou em exilá-los temendo ser deposto caso se recusasse, também perdoando os Lordes das Bordas por suas ações.
Eduardo começou a planejar sua vingança. O rei formou com a ajuda de Aimer uma pequena coalizão junto de seus meio-irmãos, alguns condes e alguns clérigos proeminentes, preparando-se para a guerra. Ele começou com Bartolomeu de Badlesmere, 1º Barão Badlesmere, enviando Isabel para a fortaleza dele no Castelo de Leeds a fim de deliberadamente causar um casus belli. Margarida de Clare, esposa de Bartolomeu, caiu na isca e vários de seus homens mataram parte do séquito da rainha, dando a Eduardo um motivo para intervir. Tomás recuou-se a ajudar Bartolomeu, que era seu inimigo pessoal, com o rei rapidamente reconquistando o controle do sudoeste da Inglaterra. Tomás ficou alarmado e mobilizou seu próprio exército no norte, com Eduardo levando suas próprias forças para o sudoeste. Os Despenser voltaram do exílio e foram perdoados pelo conselho real.
O rei liderou seu exército através do rio Severn em dezembro e avançou para as Bordas Galesas, onde as forças da oposição tinham se reunido. A coalizão dos Lordes das Bordas ruiu e os Mortimer se renderam, porém d'Amory, Audley e Humberto marcharam para o norte em janeiro a fim de juntarem-se a Tomás, que havia cercado o castelo real em Tickhill. Eduardo os seguiu impulsionado pelos reforços dos Lordes das Bordas, encontrando-se com Tomás no dia 10 de março em Burton upon Trent. Tomás estava em inferioridade numérica e fugiu mais para o norte sem lutar. André Harclay conseguiu encurralá-lo na Batalha de Boroughbridge, capturando o conde. Eduardo e Hugo, o Jovem, encontraram-se com Tomás no Castelo de Pontefract, onde, após um rápido julgamento, ele foi considerado culpado de traição e decapitado.

### Eduardo e os Despenser

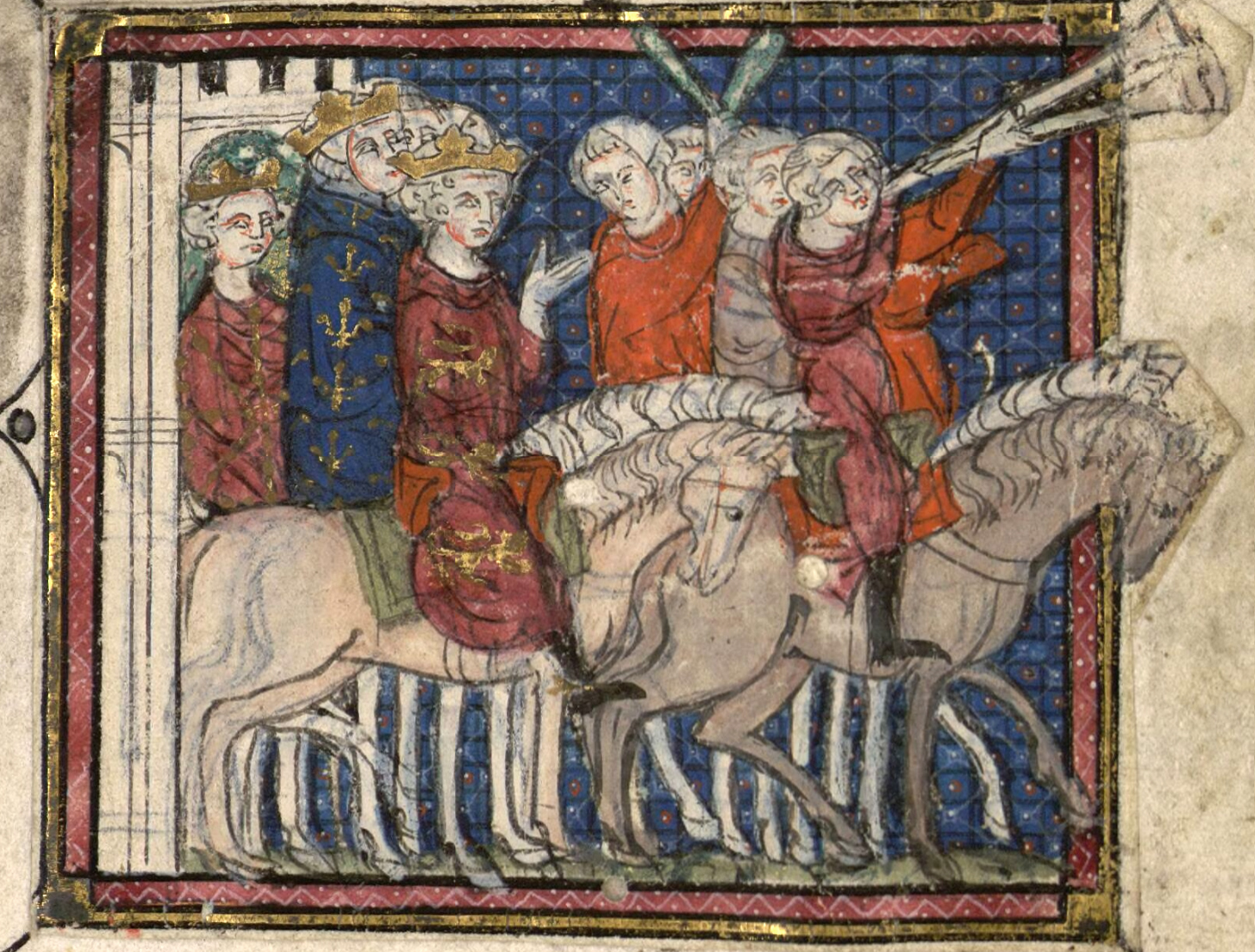
Representação do século XIV de Eduardo (terceiro a partir da esquerda) caçando junto com Filipe IV.

Eduardo puniu os apoiadores de Tomás através de um sistema de cortes especiais por todo o país, com os juízes sendo previamente instruídos sobre como sentenciar os acusados, que não receberam permissão de falar em sua própria defesa. Muitos desses chamados "Contrariantes" foram simplesmente executados, enquanto outros foram aprisionados ou multados, com suas terras confiscadas e seus parentes vivos presos. Aimer, quem agora o rei desconfiava, foi preso  e apenas solto depois de prometer todas as suas posses como garantias de sua própria lealdade. Eduardo foi capaz de recompensar seus apoiadores, especialmente a família Despenser, com as propriedades confiscadas e novos títulos. As multas e confiscações deixaram o rei rico; quase quinze mil libras foram adquiridas durante os primeiros meses, com o tesouro real contendo 62 mil libras por volta de 1326. Um parlamento foi realizado em Iorque em março de 1322 em que as Ordenanças foram formalmente revogadas através do Estatuto de Iorque, com novos impostos sendo instaurados para financiar outra campanha na Escócia.
A campanha contra os escoceses foi massiva, com uma força consistindo em mais de 23 mil homens. Eduardo avançou através de Lothian até Edimburgo, porém Roberto não o encontrou em batalha e o fez marchar cada vez mais para dentro da Escócia. Planos para reabastecer a campanha pelo mar falharam, com o exército rapidamente ficando sem comida. Eduardo foi forçado a recuar de volta para a Inglaterra perseguido por grupos de ataque escoceses. Adão, filho ilegítimo do rei, morreu durante a campanha e os grupos de ataque quase capturaram Isabel, que estava em Tynemouth e foi forçada a fugir pelo mar. Eduardo planejou uma nova campanha, apoiado por mais uma rodada de novos impostos, porém a confiança em sua política escocesa havia diminuído bastante. Harclay, que tinha capturado Tomás no ano anterior e feito Conde de Carlisle, negociou um tratado de paz independente com Roberto, propondo que Eduardo reconheceria Roberto como Rei da Escócia em troca que este parasse de interferir na Inglaterra. O rei inglês ficou furioso e imediatamente executou Harclay, porém acabou concordando com uma paz de trinta anos com Roberto.
Hugo, o Jovem, vivia e governava com grande estilo, desempenhando um papel de liderança no governo de Eduardo e executando políticas por meio de uma ampla rede de retentores familiais. Os Despenser acumularam uma fortuna com a ajuda de Roberto Baldock e Valter de Stapledon, respectivamente o chanceler e lorde tesoureiro do reino, usando sua posição no governo a fim de prover um acobertamento superficial para aquilo que o historiador Seymour Phillips descreveu como "a realidade da fraude, ameaças de violência e abuso de procedimentos legais". Enquanto isso, o rei enfrentava uma oposição cada vez maior. Milagres foram relatados perto da tumba de Tomás e dos cadafalsos em Bristol usados na execução dos membros da oposição. A lei e a ordem começaram a ruir, encorajados ainda pelo caos das terras confiscadas. A antiga oposição formada por associados dos Lordes das Bordas tentou libertar os prisioneiros mantidos no Castelo de Wallingford, com Rogério Mortimer, 3º Barão Mortimer e um dos mais proeminentes Lordes das Bordas aprisionados, conseguindo fugir para a França depois de escapar da Torre de Londres.

### Guerra com a França
As discordâncias entre Eduardo e a França sobre o Ducado da Gasconha levou em 1324 a Guerra de Saint-Sardos. Carlos IV, cunhado de Eduardo, tinha ascendido ao trono em 1322 e era bem mais agressivo que seus predecessores. Ele tinha insistido em 1323 que o rei inglês fosse até Paris lhe prestar homenagem pela Gasconha, também exigindo que os administradores de Eduardo no ducado permitissem que oficiais franceses aplicassem ordens enviadas de Paris. A situação ficou pior em outubro quando soldados ingleses enforcaram um sargento francês por tentar construir uma nova cidade fortificada em Agenês, uma região contestada na fronteira da Gasconha. Eduardo negou responsabilidade pelo incidente, porém sua relação com Carlos foi manchada. O rei inglês despachou Aimer em 1324 para Paris a fim de tentar encontrar uma solução, porém o conde morreu subitamente de uma doença no meio do caminho. O rei francês mobilizou seu exército e ordenou uma invasão da Gasconha.
As forças de Eduardo na Gasconha somavam aproximadamente 4 400 homens, porém o exército francês comandado por Carlos, Conde de Valois, chegava em sete mil soldados. O conde tomou Agenais e avançou mais para o sul e cortou a ligação com a cidade de Bordeaux. Em resposta, Eduardo ordenou prisão de qualquer francês na Inglaterra e tomou as terras de Isabel por ela ser natural francesa. Ele se encontrou em novembro de 1324 com condes e religiosos, que recomendaram que o rei deveria liderar uma força de onze mil homens para a Gasconha. Eduardo decidiu não ir pessoalmente, enviado em seu lugar João de Warenne. Enquanto isso, ele abriu negociações com o rei francês. O rei Carlos apresentou diversas propostas para encerrar o conflito, com a melhor sendo a sugestão de que Isabel e seu filho mais velho Eduardo viajassem para Paris, com este prestando homenagem pela Gasconha. O rei inglês e seus conselheiros tinham preocupações acerca de enviar o herdeiro do trono até a França, porém concordaram em enviar a rainha por conta própria como enviada em março de 1325.

## Derrubada

### Quebra com Isabel

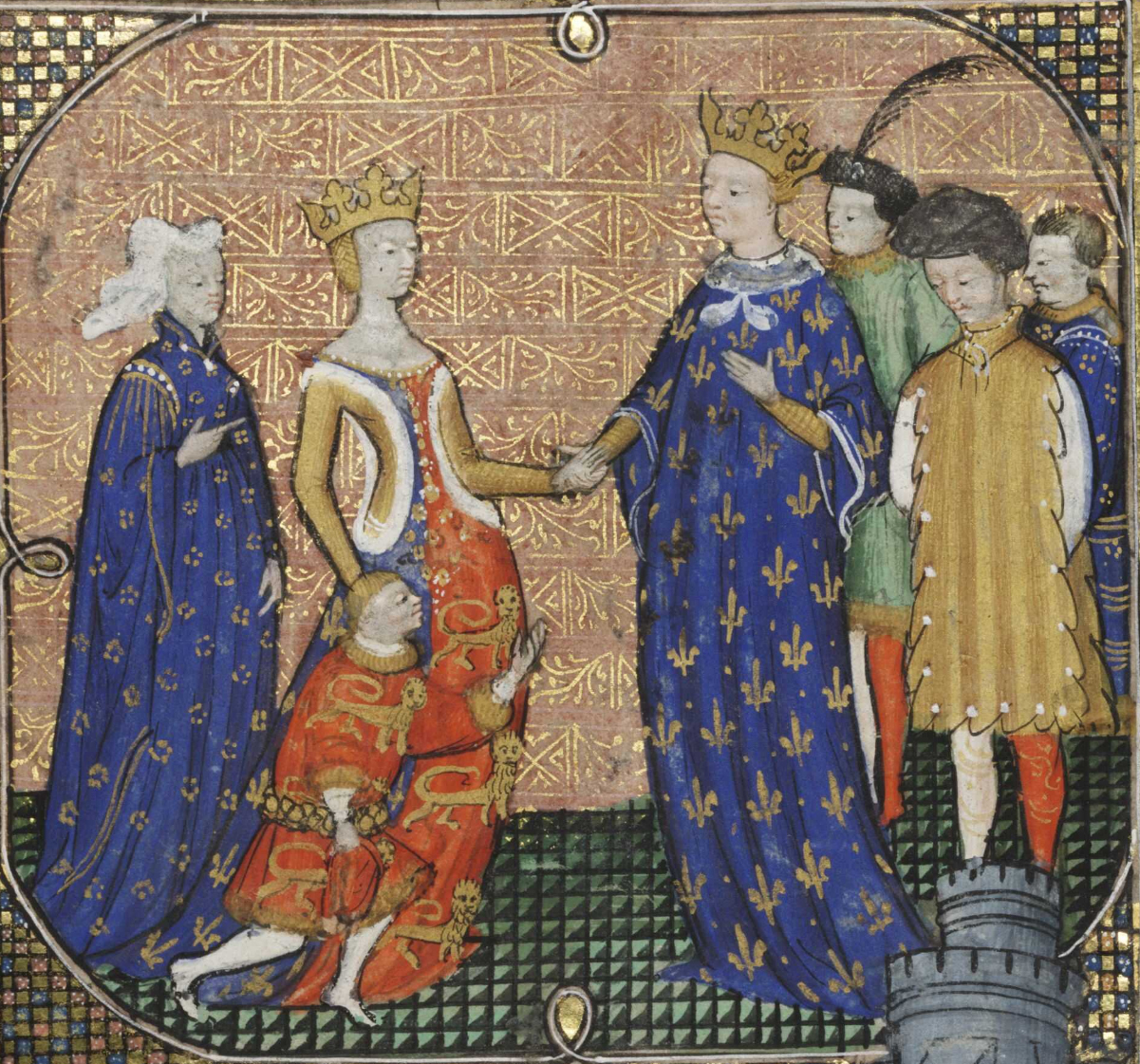
Representação do século XIV do futuro Eduardo III prestando homenagem a Carlos IV sob a guia de Isabel.

Isabel, junto com os enviados de Eduardo, realizaram no final de março as negociações com os franceses. Elas mostraram-se complicadas e só chegaram a um acordo após a rainha intervir pessoalmente com seu irmão o rei Carlos. Os termos favoreciam a França: particularmente, Eduardo prestaria homenagem a Carlos pela Gasconha pessoalmente. O rei inglês concordou com o tratado por temer as consequências do estouro de mais uma nova guerra, porém decidiu dar a Gasconha para seu filho Eduardo e enviou o herdeiro para prestar homenagem em Paris. O jovem Eduardo cruzou o Canal da Mancha e completou a barganha em setembro.
Eduardo esperava que Isabel retornasse junto com o filho para a Inglaterra, porém ela permaneceu na França e não demonstrou intenções de voltar. O casamento entre os dois pareceu ter sido bem sucedido até 1322, porém ele tinha deteriorado bastante na época que a rainha partiu para negociar o tratado de paz em 1325. Parece que Isabel detestava Hugo, o Jovem, e ficou envergonhada por ter fugido dos exércitos escoceses três vezes desde que tinha se casado, também culpando Hugo pelo último caso em 1322. O rei tinha colocado em desvantagem diversas famílias nobres que mantinham terras na Escócia ao negociar a trégua com Roberto, especialmente os Beaumont com os quais a rainha era uma amiga próxima. Ela também ficou brava pela prisão de sua criadagem e tomada de suas terras em 1324. Por fim, Eduardo tinha pego os filhos e deixado-os aos cuidados da esposa de Hugo Despenser.
Ficou claro em fevereiro de 1326 que Isabel estava envolvida em uma relação com Rogério Mortimer, um dos Lordes das Bordas exilados. Não está claro quando os dois se conheceram ou quando a relação começou, porém ambos desejavam ver Eduardo e os Despenser retirados do poder. O rei apelou para que o filho retornasse e para que Carlos interviesse em seu nome, porém sem resultado.
Os oponentes de Eduardo começaram a se reunir ao redor de Isabel e Mortimer, com o rei ficando cada vez mais ansioso sobre a possibilidade do barão invadir a Inglaterra. Os dois viraram-se para Guilherme I, Conde de Hainaut, e propuseram o casamento do jovem Eduardo com a filha desse Filipa. Em troca de uma vantajosa aliança com o herdeiro inglês e um dote considerável para a noiva, Guilherme ofereceu 132 navios de transporte e oito navios de guerra para auxiliar a invasão. Eduardo e Filipa ficaram noivos em 27 de agosto enquanto Isabel e Mortimer planejavam a campanha.

### Invasão

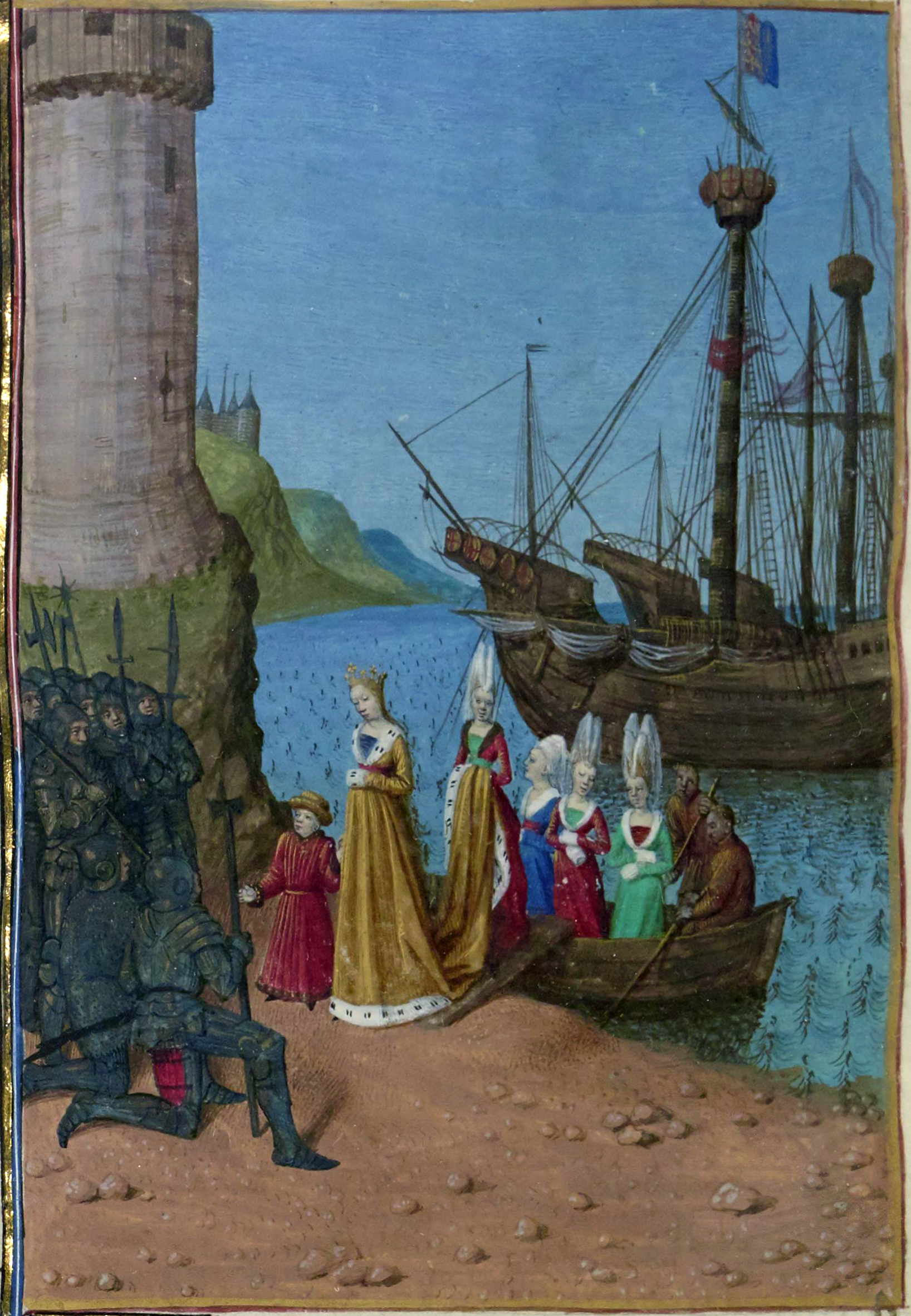
Representação do século XV de Isabel desembarcando na Inglaterra junto do filho Eduardo.

O rei mobilizou suas defesas durante agosto e setembro de 1326 ao longo da costa a fim de se proteger de uma possível invasão da França ou de Mortimer. Frotas foram reunidas nos portos de Portsmouth no sul e no rio Orwell ao leste, com uma força de 1600 homens sendo enviada até a Normandia para atuar como ataque diversivo. Eduardo publicou um apelo nacionalista para que seus súditos defendessem o reino, porém para pouco efeito. O domínio de poder do regime em nível local era frágil, com os Despenser sendo amplamente detestados e muitos daqueles colocados pelo rei nas defesas do país mostrando-se incompetentes ou acabando por desertar. Foi ordenado que por volta de dois mil homens fossem para Orwell enfrentar alguma invasão, porém parece que apenas 55 apareceram.
Mortimer, Isabel e o jovem Eduardo com então treze anos de idade desembarcaram sem resistência em Orwell com uma pequena força e acompanhados por Edmundo de Woodstock, 1º Conde de Kent e meio-irmão do rei. Os inimigos dos Despenser rapidamente se juntaram a eles, incluindo Tomás de Brotherton, 1º Conde de Norfolk e outro meio-irmão de Eduardo; Henrique, 3º Conde de Lencastre e irmão do antigo conde Tomás; e vários clérigos importantes. O rei estava escondido dentro das muralhas da fortificada Torre de Londres e tentou ganhar apoio dentro da capital. Os londrinos levantaram-se contra o governo e Eduardo deixou a cidade em 2 de outubro, levando os Despenser consigo. Londres entrou em anarquia e as multidões atacaram os oficiais e associados restantes do rei, matando seu antigo tesoureiro Valter Stapledon dentro da Catedral de São Paulo, tomando a Torre e liberando todos os prisioneiros.
Eduardo continuou indo para oeste ao longo do Vale do Tâmisa, chegando em Gloucester entre 9 e 12 de outubro; ele esperava alcançar Gales e de lá mobilizar um exército contra os invasores. Mortimer e Isabel não estavam muito atrás, enquanto proclamações condenaram os Despenser e o regime. Dia após dia eles conseguiam novos apoiadores. Eduardo junto de Hugo, o Jovem, cruzaram a fronteira e pegaram um navio em Chepstow, provavelmente querendo ir para a ilha de Lundy ou para a Irlanda, onde o rei esperava receber refúgio. O mau tempo forçou sua volta e eles desembarcaram em Cardiff. Eduardo foi para o Castelo de Caerphilly e tentou reunir suas forças restantes.
A autoridade de Eduardo ruiu na Inglaterra onde, em sua ausência, a facção de Isabel assumiu a administração com o apoio da igreja. Suas forças se renderam em Bristol onde Hugo, o Velho, tinha se abrigado; ele se entregou e foi prontamente executado. Eduardo e Hugo, o Jovem, fugiram de Caerphilly em 2 de novembro deixando para trás joias, suprimentos e pelo menos treze mil libras em dinheiro, possivelmente mais uma vez esperando chegar na Irlanda, porém eles foram traídos e capturados em 16 de novembro por um grupo de busca ao norte do castelo. O rei foi levado primeiro para o Castelo de Monmouth e de lá de volta para a Inglaterra, onde foi mantido no Castelo de Kenilworth, uma das fortalezas de Henrique. As últimas forças lealistas foram cercadas em Caerphilly e se renderam depois de cinco meses em abril de 1327.

### Abdicação

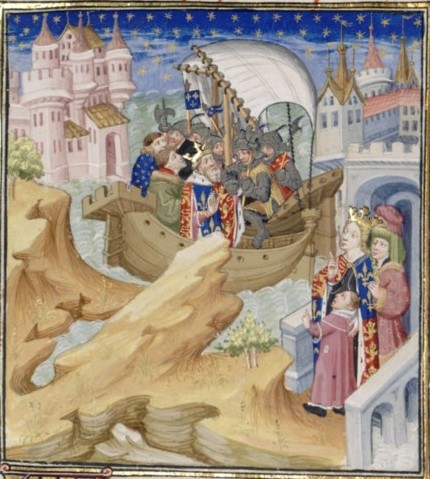
Representação do século XV de Isabel prendendo Eduardo.

Isabel e Mortimer rapidamente se vingaram do antigo regime. Hugo, o Jovem, foi julgado, declarado um traidor e sentenciado a ser enforcado, estripado, castrado e esquartejado; ele foi executado em 24 de novembro de 1326. O antigo chanceler do reino Roberto Baldock morreu na Prisão de Fleet, enquanto Edmundo Fitzalan foi decapitado. No entanto, a posição de Eduardo era problemática porque ainda estava casado com Isabel e, em princípio, permanecia como o rei, porém a grande maioria da nova administração tinha muito a perder caso ele fosse solto e reconquistasse seu poder.
Não havia procedimento estabelecido para remover um rei. Adão Orleton, Bispo de Herefórdia, fez uma série de alegações públicas sobre a conduta de Eduardo como soberano. O parlamento se reuniu em janeiro de 1327 e levantou a questão sobre o futuro do rei; Eduardo se recusou a comparecer. O parlamento inicialmente estava ambivalente, porém respondeu às multidões londrinas que exigiam que o jovem Eduardo assumisse o trono. Os principais barões e clérigos concordaram em 12 de janeiro que o rei deveria ser removido e substituído pelo filho. Isso foi apresentado no dia seguinte a uma assembleia de barões, onde foi argumentado que a fraca liderança de Eduardo e suas falhas pessoais tinham levado o reino ao desastre, sendo incompetente para governar o país.
Pouco depois uma delegação representativa de barões, clérigos e cavaleiros foi enviada até Kenilworth para falar com o rei. Henrique; João de Stratford, o Bispo de Winchester; e Henrique Burghersh, o Bispo de Lincoln; encontraram-se particularmente com Eduardo em 20 de janeiro de 1327. Eles lhe informaram que deveria renunciar como monarca e que o jovem Eduardo iria sucedê-lo no trono, porém caso não o fizesse, seu filho poderia ser deserdado também e a coroa entregue para algum candidato alternativo. Em lágrimas, ele concordou em abdicar e em 21 de janeiro, sir Guilherme Trussell, representando o reino como um todo, retirou sua homenagem e formalmente encerrou o reinado. Uma proclamação foi enviada para Londres anunciando que Eduardo, agora conhecido apenas como Eduardo de Caernarfon, tinha livremente renunciado seu reino e que seu filho deveria sucedê-lo. A coroação do agora Eduardo III ocorreu na Abadia de Westminster no dia 2 de fevereiro.

## Fim de vida

### Morte

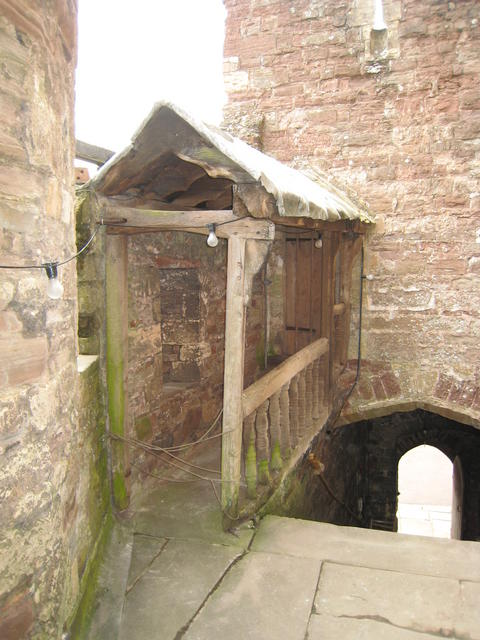
Passagem coberta no Castelo de Berkeley que leva a uma cela, que por tradição acredita-se ser onde Eduardo foi preso.

Aqueles que se opunham ao novo governo começaram a fazer planos para libertar Eduardo, assim Mortimer decidiu transferir o antigo rei para um lugar mais seguro no Castelo de Berkeley em Gloucestershire, onde ele chegou em 7 de abril. Lá, Eduardo foi mantido sob a custódia de Tomás Berkeley, cunhado de Mortimer, e João Maltravers, que receberam cinco libras por dia para os cuidados dele. Não se sabe o quão bem Eduardo foi tratado; os registros mostram bens luxuosos sendo comprados em seu nome, porém alguns crônicos sugerem que ele era frequentemente maltratado. Um poema chamado "Lamento de Eduardo II" certa vez foi acreditado como tendo sido escrito pelo antigo rei durante seu aprisionamento, porém acadêmicos modernos duvidam disso.
As preocupações sobre novas conspirações para libertar Eduardo continuaram a aparecer, algumas envolvendo a ordem dominicana e antigos cavaleiros da criadagem, com uma tentativa conseguindo ir longe o suficiente para invadir a prisão dentro do castelo.  Como resultado das ameaças, o antigo rei foi transferido secretamente para vários lugares durante um período até voltar para custódia permanente em Berkeley no final do verão. A situação política permaneceu instável e novos complôs aparentemente se formaram.
Eduardo III foi informado em 23 de setembro de que seu pai havia morrido no Castelo de Berkeley durante a noite do dia 21 de setembro. A maioria dos historiadores concordam que Eduardo II realmente morreu em Berkeley naquela data, porém existe uma minoria que acredita que ele morreu bem depois. A morte do antigo rei foi, de acordo com Mark Ormrod, "suspeitosamente oportuna" já que simplificava consideravelmente os problemas políticos de Mortimer, com a maioria dos historiadores acreditando que Eduardo foi assassinado às ordens do novo regime, apesar de ser impossível ter certeza. Vários indivíduos suspeitos de estarem envolvidos na morte, incluindo sir Tomás Gurney, Maltravers e Guilherme Ockley, mais tarde fugiram. Se Eduardo morreu de causas naturais, sua morte talvez tenha sido acelerada pela depressão causada por seu aprisionamento.
Isabel e Mortimer haviam se tornado regentes do jovem Eduardo III, porém seu governo não durou muito após o anúncio da morte do antigo rei. Eles fizeram a paz com os escoceses no Tratado de Edimburgo-Northampton, porém essa ação foi altamente impopular. Os dois acumulavam e gastavam grandes quantidades de dinheiro, com as críticas ficando cada vez maiores. A relação de Mortimer com Eduardo III ficou tensa e o rei realizou um golpe de estado em 1330 no Castelo de Nottingham. Ele prendeu o regente e o executou sob catorze acusações de traição, incluindo o assassinato de Eduardo II. O governo de Eduardo III procurou culpar Mortimer por todos os problemas recentes, efetivamente reabilitando o falecido rei no âmbito político. Isabel foi poupada e recebeu uma generosa pensão, logo retornando para a vida pública.

### Enterro

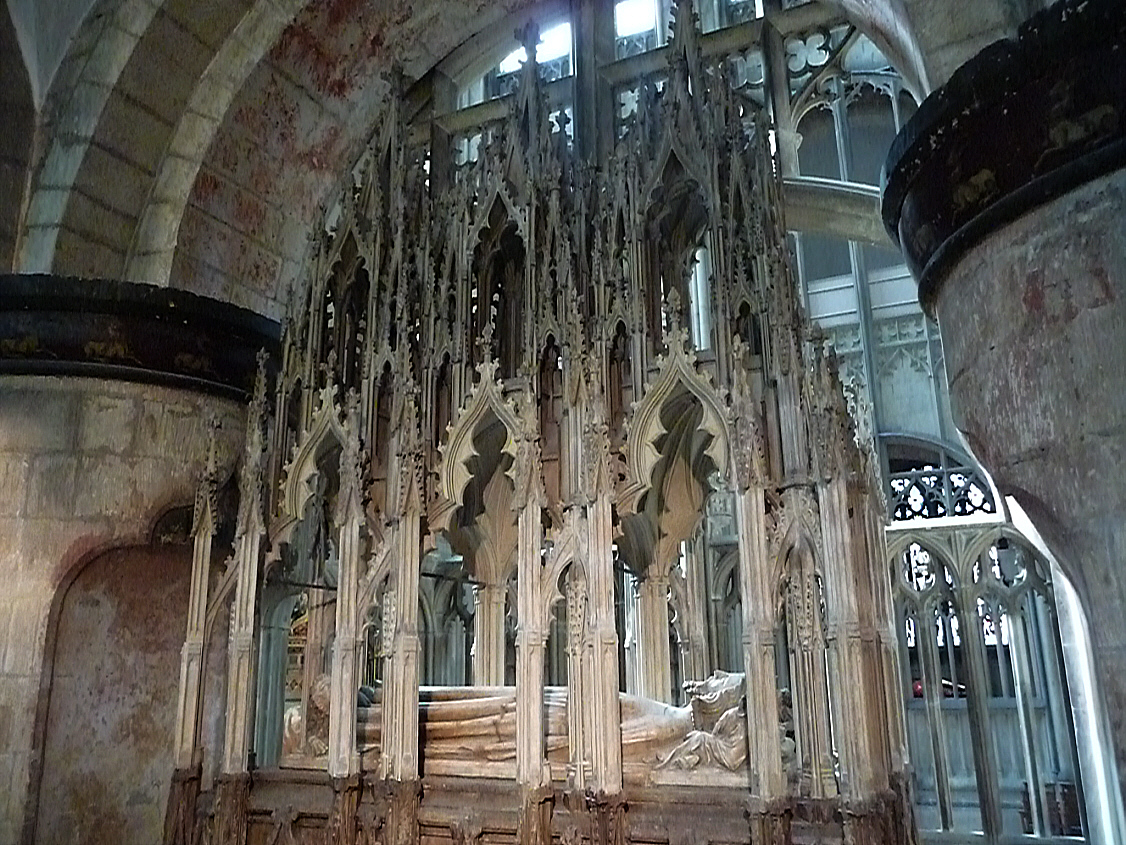
A tumba de Eduardo dentro da Catedral de Gloucester.

O corpo de Eduardo foi embalsamado no Castelo de Berkeley, onde foi visto por líderes locais de Bristol a Gloucester. Ele foi levado para a Abadia de Gloucester em 21 de outubro e foi finalmente enterrado no altar no dia 20 de dezembro, com o funeral possivelmente tendo sido atrasado para que Eduardo III pudesse comparecer em pessoa. Gloucester foi provavelmente escolhida porque outras abadias foram proibidas ou se recusaram a receber o corpo do rei, ou pois era próxima de Berkeley. O funeral foi um evento grandioso e custou 351 libras, possuindo leões dourados, estandartes pintados com folhas de ouro e barreiras de carvalho para barrar as multidões. O governo de Eduardo III talvez esperava criar uma aparência de normalidade sobre os eventos políticos recentes, aumentando e legitimidade do reinado do jovem rei.
Uma efígie temporária de madeira com uma coroa de cobre foi fabricada para o funeral; este é o primeiro uso conhecido de uma efígie funerária na Inglaterra e provavelmente foi necessária devido a condição do corpo do rei, que já estava morto há três meses. O coração de Eduardo foi retirado, colocado em uma recipiente de prata e mais tarde enterrado junto com Isabel. Sua tumba contém um dos primeiros exemplos de uma efígie de alabastro, com uma tumba e dossel feitos de oólito e pedra de Purbeck. Eduardo foi enterrado com a camisa, touca e luvas que havia usado em sua coroação, já que sua efígie o mostra como rei, segurando o cetro e orbe e usando uma coroa de folhas de morango. A efígie possui um lábio inferior grande, talvez sendo uma representação fiel da aparência de Eduardo.
A tumba rapidamente tornou-se um local popular para visitantes, provavelmente encorajados pelos monges locais que não possuíam uma atração para peregrinos. Os visitantes doavam grandes quantias para a abadia, permitindo que os monges reconstruíssem durante a década de 1330 boa parte dos arredores da igreja. Existem relatos de milagres ocorrendo na tumba e modificações foram feitas para permitir que os visitantes andassem ao redor dela em grandes números. O crônico Godofredo de Baker representou Eduardo como um mártir santo e torturado, com Ricardo II dando apoio real para uma tentativa mal sucedida em 1395 de canonizar o rei. A tumba foi aberta em 1855, revelando um caixão de madeira ainda em boas condições e um segundo caixão de chumbo selado dentro. A tumba existe até hoje na atual Catedral de Gloucester, tendo sido completamente restaurada entre 2007 e 2008 a um custo de cem mil libras.

### Controvérsias
Controvérsias rapidamente surgiram ao redor da morte de Eduardo. Rumores começaram a circular com a execução de Mortimer em 1330 de que Eduardo havia sido assassinado no Castelo de Berkeley. Apareceram relatos de que ele fora morto pela inserção de um ferro em brasa dentro de seu ânus, possivelmente como resultado de uma propaganda deliberada; crônicos das décadas de 1330 e 1340 espalharam esse relato ainda mais, apoiada anos depois pelo relato de Godofredo de Baker. Ela tornou-se incorporada na maioria das histórias posteriores sobre Eduardo, tipicamente sendo ligada a sua possível homossexualidade. Atualmente, a maioria dos historiadores desmente esse relato sobre a morte do rei, citando a falta de lógica dos captores de Eduardo em matá-lo de forma tão facilmente detectável.
Outro conjunto de teorias gira em torno da possibilidade de que Eduardo não tenha morrido em 1327. Essas teorias tipicamente envolvem a "Carta de Fieschi", enviada para Eduardo III por um padre genovês chamado Manuel Fieschi e que afirma que Eduardo II escapou do Castelo de Berkeley com a ajuda de um criado, eventualmente tornando-se um eremita no Sacro Império Romano Germânico. Foi dito que corpo enterrado na Catedral de Gloucester pertence na verdade ao porteiro do Castelo de Berkeley, morto pelos assassinos e apresentado a Isabel como o corpo de Eduardo para evitarem punições. A carta é frequentemente ligada a um relato de Eduardo III se encontrando com um homem chamado Guilherme, o Galês, na Antuérpia em 1338, que afirmava ser Eduardo II.
Algumas partes da carta são consideradas por historiadores como bem precisas, enquanto outros aspectos do relato foram criticados como implausíveis. Alguns historiadores também apoiaram versões dessa narrativa. Paul Doherty questiona a veracidade da carta e a identidade de Guilherme, o Galês, porém mesmo assim tem suspeitas de que Eduardo talvez tenha sobrevivido ao seu aprisionamento. A historiadora Alison Weir acredita que os eventos descritos na carta são essencialmente verdadeiros, usando a mesma para defender que Isabel era inocente do assassinato de Eduardo. Ian Mortimer sugere que a história da Carta de Fieschi é em sua maior parte verdadeira, porém defende que foi na verdade Mortimer e Isabel que secretamente libertaram Eduardo e que este forjou sua morte, uma narrativa que Eduardo III mais tarde usou quando tomou o poder. A versão de Ian Mortimer é criticada pela maioria dos acadêmicos, particularmente o historiador David Carpenter.

## Eduardo como rei

### Governo e leis
Eduardo acabou sendo um fracasso como rei; o historiador Michael Prestwich observa que ele "era preguiçoso e incompetente, propenso a ataques de temperamento sobre questões não importantes, porém indecisivo quando se tratava de grandes questões", algo ecoado pela descrição de Roy Haines do rei como "incompetente e depravado", além de "homem algum de negócios". Eduardo delegava não apenas assuntos rotineiros de governo para seus subordinados, mas também decisões de alto nível, com Pierre Chaplais argumentando que ele "não era tanto um rei incompetente quanto um relutante", preferindo governar através de um representante poderoso como Piers Gaveston ou Hugo Despenser, o Jovem. A disposição que Eduardo tinha de promover seus favoritos teve sérias consequências políticas, apesar dele ter tentado comprar a lealdade de um grupo maior de nobres através de concessões de dinheiro e honorários. Entretanto, o rei era capaz de se interessar nas minúcias da administração e algumas vezes nos detalhes de uma ampla gama de questões pela Inglaterra e seus outros domínios.
Um de seus desafios mais persistentes durante todo o reinado foi a escassez de dinheiro; das dívidas que ele tinha herdado de seu pai, por volta de sessenta mil libras ainda estavam pendentes na década de 1320. O rei trabalhou com muitos tesoureiros e outros oficiais financeiros, poucos dos quais permaneceram por muito tempo, aumentando as rendas muitas vezes através de impostos impopulares e requisitando bens por meio do direito de provisionamento. Eduardo também fez muitos empréstimos, primeiro com a família Frescobaldi e depois com seu banqueiro Antônio Pessagno. Ele assumiu um grande interesse nas questões financeiras ao final de seu reinado, não confiando em seus próprios oficiais e tentando aumentar as rendas ao diretamente cortar despesas de sua criadagem.
Eduardo foi responsável por implementar a justiça real através de sua rede de juízes e oficiais. Não se sabe até que ponto o rei teve um interesse pessoal em administrar a justiça, porém aparentemente ele se envolveu em certo grau durante a primeira parte de seu reinado e interveio cada vez mais em pessoa depois de 1322. Eduardo fez grande uso do direito civil romano ao longo de seu reinado quando defendia suas causas e seus favoritos, algo que pode ter atraído críticas daqueles que viam isso como um abandono dos princípios estabelecidos no direito comum inglês. O rei também foi criticado por contemporâneos por permitir que os Despenser explorassem o sistema da justiça real para seus próprios fins; a família certamente parece ter abusado do sistema, porém não está claro quanto. Gangues armadas e violência se espalharam pela Inglaterra em meio à turbulência política, desestabilizando muitos membros da pequena nobreza; boa parte da Irlanda similarmente entrou em anarquia.
O parlamento cresceu em importância sob o reinado de Eduardo como um meio de tomar decisões políticas e responder petições, porém a historiadora Claire Valente salienta que os encontros eram "ainda mais eventos do que uma instituição". O parlamento começou a incluir depois de 1311, além dos barões, representantes de cavaleiros e burgueses, que anos depois constituiriam os "comuns". Apesar do parlamento frequentemente se opor à criação de novos impostos, a principal oposição contra o rei vinha em sua maior parte dos barões ao invés do próprio parlamento, mesmo com os barões procurando usar o parlamento como uma maneira de dar legitimidade às suas exigências. Eduardo começou a intervir no parlamento depois de anos resistindo durante a segunda metade de seu reinado a fim de alcançar seus objetivos políticos. Permanece incerto se o rei foi deposto em 1327 por uma reunião formal do parlamento ou uma reunião das classes políticas junto com o parlamento existente.

### Corte
A corte real de Eduardo era itinerante, viajando pelo país junto com o rei. A corte ocupava um complexo de dois salões, sete câmaras, três capelas e muitos outros aposentos menores enquanto estava sediada no Palácio de Westminster, porém ela passou um bom tempo em Yorkshire e Nortúmbria durante o conflito escocês. No coroação da corte estava a criadagem real de Eduardo, por sua vez dividida em "salão" e "câmara"; seu tamanho variou ao longo do tempo, porém era formada por quinhentas pessoas em 1317, incluindo cavaleiros, escudeiros, cozinheiros e equipe de transporte. A criadagem era cercada por um grupo maior de cortesões e aparentemente também atraiu um círculo de prostitutas e elementos criminosos.
Música e menestréis eram muito populares na corte de Eduardo, com caça aparentemente sendo uma atividade muito menos importante, existindo também pouca ênfase em eventos de cavalaria. O rei se interessava em construções e pintura, porém menos em obras literárias, que não eram muito patrocinadas. Existia um grande uso de pratos de outo e prata, joias e esmaltagem ricamente decorados. O rei tinha um camelo de estimação e, quando jovem, levou consigo um leão para uma campanha na Escócia. A corte podia ser entretida de maneiras exóticas: por um encantador de serpentes italiano em 1312 e 54 dançarinas francesas nuas no ano seguinte.

### Religião
A abordagem de Eduardo sobre religião foi normal por um tempo, com o historiador Michael Prestwich o descrevendo como "um homem de atitudes religiosas totalmente convencionais". Haviam serviços diários na capela e entregas de esmola na corte, com o rei abençoando os doentes, apesar de ter feito isso menos frequentemente que seus predecessores. Eduardo permaneceu próximo da Ordem Dominicana, que havia lhe ajudado em sua educação, e seguiu seu conselho de procurar permissão papal para ser ungido em 1319 com óleo sagrado de São Tomás Becket; o pedido foi recusado, criando certo constrangimento para o rei. Ele apoiou durante seu reinado a expansão das universidades, estabelecendo a King's Hall na Universidade de Cambridge para promover o treinamento em direito civil e religioso, o Oriel College na Universidade de Oxford e uma universidade em Dublin que durou pouco.
Eduardo tinha uma boa relação com o papa Clemente V, apesar das repetidas intervenções do rei nas operações da Igreja da Inglaterra, incluindo punir bispos com quem ele tinha se desentendido. Eduardo tentou conseguir o apoio financeiro da igreja com o apoio de Clemente para suas campanhas militares na Escócia, incluindo impostos e empréstimos tirados do fundo destinado para as cruzadas. A Igreja da Inglaterra fez muito pouco para influenciar ou moderar o comportamento do rei ao longo de seu reinado, possivelmente devido os interesses próprios dos bispos e preocupações por sua proteção.
A papa João XXII foi eleito em 1316 e procurou o apoio de Eduardo para uma nova cruzada, também estando inclinado a lhe prestar apoio político. Em 1317, em troca do apoio papal na guerra contra a Escócia, o rei concordou em recomeçar a pagar o tributo papal anual, que tinha sido concordado em 1213 pelo rei João; Eduardo logo cessou os pagamentos e nunca prestou homenagem ao papa, outra parte do acordo de 1213. Ele pediu ao papa em 1325 para instruir a Igreja da Irlanda a abertamente pregar em favor do seu direito de governar a ilha, ameaçando excomungar qualquer um que se opusesse.

## Legado

### Historiografia

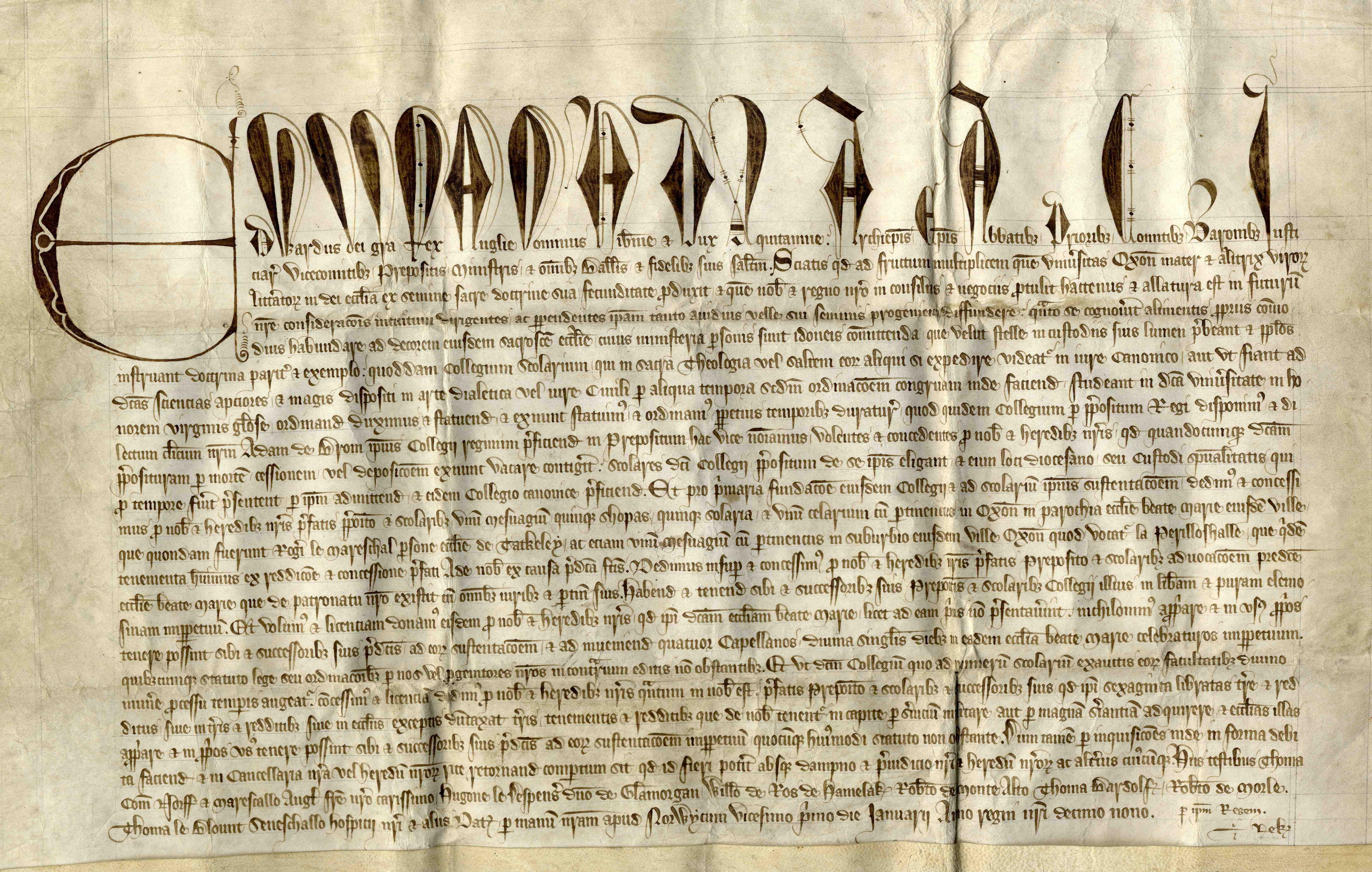
Carta régia de 1326 do Oriel College.

Nenhum crônico deste período é totalmente confiável ou imparcial, frequentemente porque seus relatos eram escritos para apoiar uma causa específica, porém é claro que a maioria dos crônicos contemporâneos eram extremamente críticos contra Eduardo. Por exemplo, a Polychronicon, Vita Edwardi Secundi, Vita et Mors Edwardi Secundi e Gesta Edwardi de Carnarvon todas condenam o rei por sua personalidade, hábitos e escolha de companheiros próximos. Outros registros de seu reinado também mostram críticas com Eduardo por contemporâneos, incluindo a igreja e membros de sua própria criadagem. Canções políticas foram escritas sobre ele reclamando de seu fracasso na guerra e seu governo opressivo. Alguns crônicos posteriores do século XIV, como Godofredo le Baker e Tomás de Ringstead, reabilitaram a imagem de Eduardo lhe apresentando como um mártir e um santo em potencial, porém essa tradição chegou ao fim anos depois.
Historiadores dos séculos XVI e XVII focaram-se na relação de Eduardo com Gaveston, comparando seu reinado com os eventos ao redor da relação do rei Carlos I e Jorge Villiers, 1º Duque de Buckingham, e também entre Henrique III da França e João Luís de Nogaret, 1º Duque de Épernon. Na primeira metade do século XIX, historiadores populares como Charles Dickens e Charles Knight popularizaram a vida de Eduardo com o público vitoriano, se centrando na relação do rei com seus favoritos, aludindo para sua possível homossexualidade. Porém, a aberta discussão acadêmica sobre a sexualidade de Eduardo foi circunscrita a partir de 1870 pela mudança de valores britânica. Escolas no início do século XX eram aconselhadas pelo governo a evitar discussões em aulas sobre as relações pessoais do rei.
Mais registros administrativos de seu reinado passaram a ficar disponíveis no final do século XIX para historiadores como William Stubbs, Thomas Frederick Tout e J. C. Davies, que focaram-se no desenvolvimento dos sistemas constitucional e governamental ingleses durante seu reinado. Apesar de críticos em relação o que consideravam inadequações de Eduardo como rei, eles também enfatizaram o crescimento do papel do parlamento e a redução da autoridade real pessoal, algo que eles viram como desenvolvimentos positivos. A historiografia sobre Eduardo mudou na década de 1970 para longe desse modelo, apoiada pela publicação no final do século XX de mais registros do período. Os trabalhos de Jeffrey Denton, Jeffrey Hamilton, John Maddicott e Seymour Phillips mudaram o foco da atenção no papel de líderes individuais nos conflitos. Com a exceção da obra de Hilda Johnstone sobre os primeiros anos de Eduardo e o estudo de Natalie Fryde sobre o final de vida, o foco de grandes estudos acadêmicos por vários anos foi sobre os principais magnatas do tempo ao invés do próprio Eduardo, algo que mudou com a publicação de grandes biografias do rei escritas por Roy Haines e Phillips, respectivamente em 2003 e 2011.

### Cultura popular

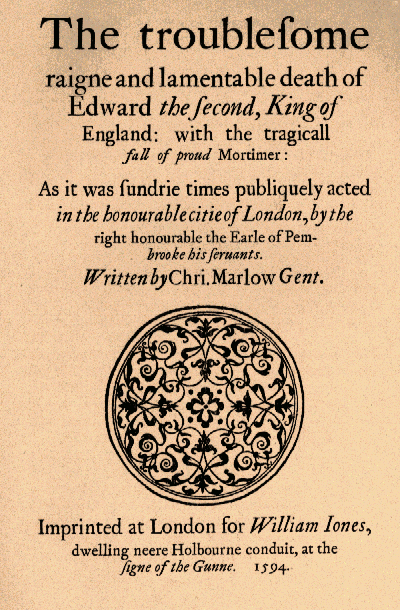
Primeira página da publicação mais antiga de Eduardo II, 1594.

Várias peças de teatro moldaram a imagem contemporânea de Eduardo. A peça Eduardo II de Christopher Marlowe foi encenada pela primeira vez por volta de 1592 e foca-se na relação do rei com Gaveston, refletindo as preocupações do século XVI sobre as relações dos monarcas com seus favoritos. Marlowe representa a morte de Eduardo como um assassinato, fazendo paralelos entre a morte e o martírio; apesar do autor não ter descrito a verdadeira natureza do assassinato no roteiro, a peça geralmente é encenada seguindo a tradição de que o rei foi morto com um ferro em brasa. O personagem de Eduardo na peça, que foi ligado aos contemporâneos Jaime VI da Escócia e Henrique III da França, pode ter influenciado a representação de William Shakespeare sobre Ricardo II. O dramaturgo Ben Jonson pegou o mesmo tema para sua obra inacabada Mortimer His Fall.
O cineasta Derek Jarman adaptou a peça de Marlowe em um filme de 1991, criando um pastiche pós-moderno do original, representando Eduardo como um líder forte e explicitamente homossexual que acabou derrubado por inimigos poderosos. O rei escapa na versão de Jarman, seguindo a tradição da carta de Fieschi. A atual imagem popular de Eduardo também foi moldada por sua aparição no filme Braveheart de 1995 dirigido por Mel Gibson, em que ele é representado como fraco e implicitamente homossexual, usando roupas de seda e muita maquiagem, afastando a companhia de mulheres e sendo incapaz de lidar militarmente com os escoceses. O filme recebeu várias críticas, tanto por sua enorme imprecisão histórica quanto por sua representação negativa sobre homossexualidade.
A vida de Eduardo também já foi usada em várias outras mídias. David Bintley usou a peça de Marlowe como base para sua performance de balé Edward II, apresentada pela primeira vez em 1995; a música do balé forma parte da sinfonia Edward II composta por John McCabe em 2000. Romances como The Gascon de John Penford em 1984 e Gaveston de Chris Hunt em 1992 se focam nos aspectos sexuais da relação de Eduardo e Gaveston, enquanto Gaveston de Stephanie Merritt em 2002 transporta a história para o século XX. A pintura Edward II and Piers Gaveston de Marcus Stone sugeria fortemente uma relação homossexual entre os dois, enquanto ao mesmo tempo evitava que esse aspecto ficasse explícito; ela foi exibida inicialmente em 1872 na Academia Real Inglesa, porém foi marginalizada décadas depois quando o assunto ficou mais sensível.

## Descendência
Eduardo teve quatro filhos com Isabel:
- Eduardo III (13 de novembro de 1312 – 21 de junho de 1377): casou-se com Filipa de Hainault, com descendência.
- João, Conde da Cornualha (15 de agosto de 1316 – 12 de setembro de 1336): não se casou.
- Leonor (18 de junho de 1318 – 22 de abril de 1355): casou-se com Reginaldo II, Duque de Guelders, com descendência.
- Joana (5 de julho de 1321 – 7 de setembro de 1262): casou-se com David II da Escócia, sem descendência.

Eduardo também teve um filho ilegítimo, Adão FitzRoy (c. 1307 – 1322), que o acompanhou em campanhas pela Escócia em 1322 e morreu pouco depois.